# Miguel de Unamuno
Miguel de Unamuno y Jugo (Bilbao, 29 de septiembre de 1864-Salamanca, 31 de diciembre de 1936) fue un escritor y filósofo español perteneciente a la llamada generación del 98. Es considerado como el mayor de sus integrantes y, en cierta medida, su maestro. Cultivó todos los géneros literarios: ensayo, novela, poesía, periodismo y teatro.
Rector de la Universidad de Salamanca de 1900 a 1914 y de 1931 a 1936, destacado opositor a la dictadura de Primo de Rivera, que lo envió al destierro en Fuerteventura, fue asimismo diputado de las Cortes constituyentes de la Segunda República, de la que se fue distanciando hasta el punto de adherirse a la sublevación militar que dio inicio a la Guerra Civil, si bien terminó retractándose de dicho apoyo.

## Biografía

### Familia, infancia y primeras letras

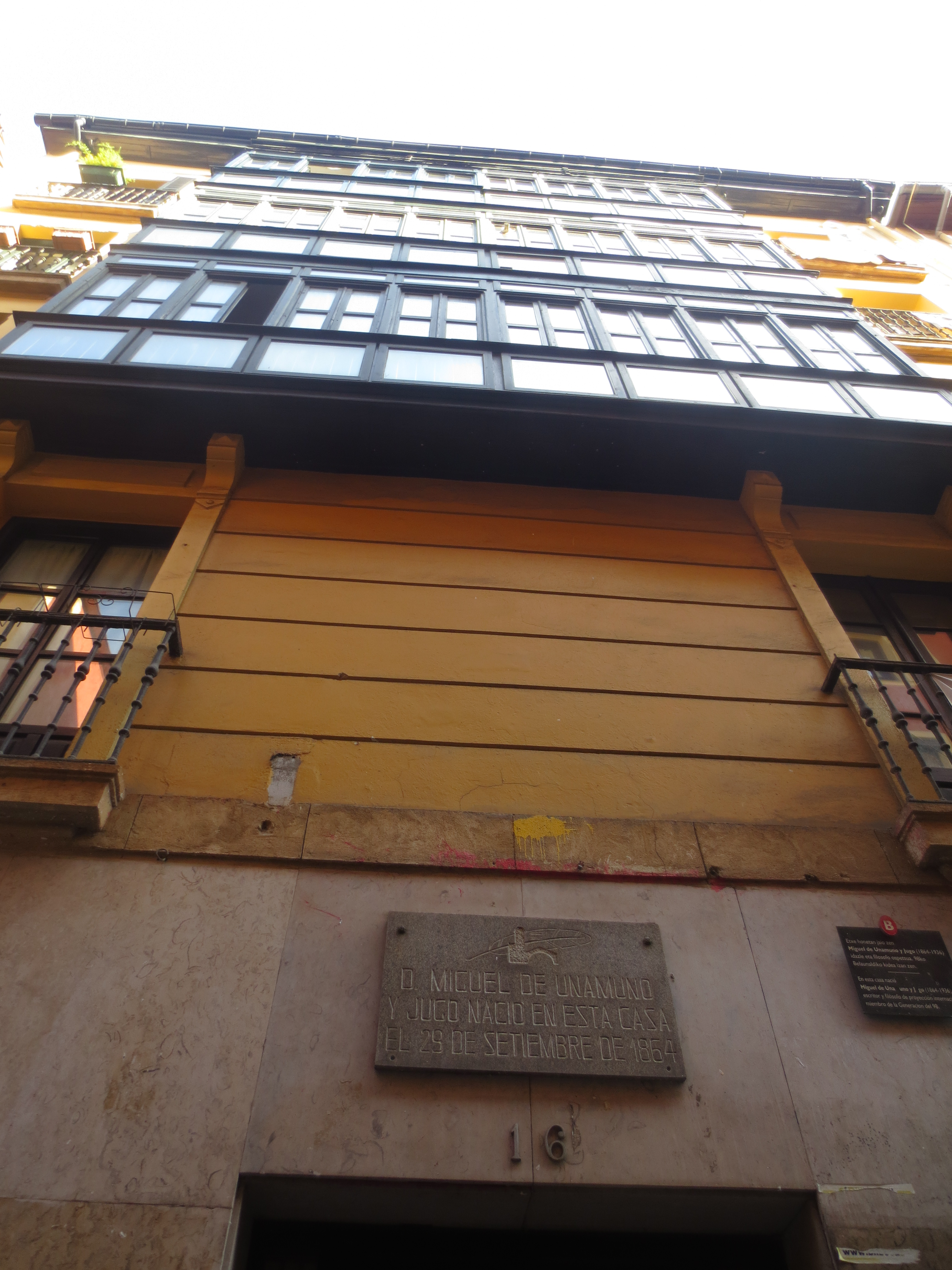
Casa natal de Unamuno en Bilbao.

Miguel de Unamuno y Jugo nació en el número 16 de la calle Ronda de Bilbao, en el barrio de las Siete Calles. Era el tercer hijo y primer varón, tras María Felisa, nacida en 1861, y María Jesús, fallecida en 1863, del matrimonio habido entre el comerciante Félix María de Unamuno Larraza y su sobrina carnal, María Salomé Crispina Jugo Unamuno, diecisiete años más joven. Más tarde nacieron Félix Gabriel José, Susana Presentación Felisa y María Mercedes Higinia. Por parte de padre, el filósofo era primo del científico, naturalista y antropólogo Telesforo Aranzadi Unamuno (1860-1945), con quien preparó diversas oposiciones.
Su padre, nacido en 1823, hijo de un confitero de Vergara, emigró joven a la ciudad mexicana de Tepic. A su regreso, en 1859, gracias al capital acumulado, solicitó licencia municipal para que su horno panadero de Achuri pudiera utilizar agua del manantial Uzcorta. En 1866, cuando contaba cuarenta y tres años, pidió permiso para establecer un despacho de pan en los porches de la plaza Vieja. Se presentó a las elecciones municipales celebradas tras la Gloriosa, saliendo elegido por el distrito de San Juan con 120 votos. El 1 de enero de 1869 juró su cargo de concejal en la sesión constitutiva del nuevo ayuntamiento.
Antes que Félix, en 1835 y debido a la guerra carlista, habían llegado a la capital vizcaína dos de sus hermanas: Benita, nacida en 1811, y Valentina, quince años menor que ella. Benita, acabada la guerra, contrajo matrimonio con José Antonio de Jugo y Erezcano, pequeño rentista natural de Ceberio, dueño con su esposa de la confitería «La Vergaresa». La más joven, Valentina, casó en 1856 con Félix Aranzadi Aramburu, quizá un antiguo trabajador de la pastelería de su padre que abrió una chocolatería en Bilbao con el mismo nombre que había tenido el negocio de sus cuñados. Félix y Valentina fueron los padrinos en el bautismo de Miguel.
Su madre, Salomé, hija única, fue bautizada en Bilbao el 25 de octubre de 1840. Poco después de los cuatro años murió su padre y su madre volvió a casarse en 1847, esta vez con José Narbaiza.
A los pocos meses de nacer, los padres de Unamuno cambiaron de domicilio y se instalaron en el segundo piso derecha de la calle de la Cruz número 7. En los bajos se hallaba la chocolatería de sus tíos, que vivían en el primer piso. No había cumplido todavía los seis años cuando quedó huérfano de padre. Félix de Unamuno falleció el 14 de julio de 1870 en el balneario de Urberuaga, en Marquina, «de enfermedad de tisis pulmonar».
Aprendió sus primeras letras con don Higinio en el colegio privado de San Nicolás, situado en una buhardilla de la calle del Correo. En las catequesis preparatorias para la primera comunión, en la iglesia de San Juan, conoció a quien, andando el tiempo, sería su novia y esposa: Concepción Lizárraga, Concha.
Al acabar sus primeros estudios en el colegio de San Nicolás y a punto de entrar en el instituto, asistió como testigo al asedio de su ciudad durante la tercera guerra carlista, lo que luego reflejará en su primera novela, Paz en la guerra. La villa quedó sitiada por las tropas carlistas bajo el mando del general Elío, desde el 28 de diciembre de 1873. A partir de febrero de 1874, la situación se agravó al quedar interrumpido cualquier abastecimiento a través de la ría y, por último, el día 21 del mismo mes comenzó el bombardeo de Bilbao. El sitio finalizó el 2 de mayo de 1874 con la entrada de las tropas liberales al mando del general Gutiérrez de la Concha. Para sus biógrafos, esta experiencia de la guerra civil marcó su tránsito de la infancia a la adolescencia.

### Bachillerato
La siguiente etapa en la vida académica de Unamuno comenzó el 11 de septiembre de 1875, fecha en la que realizó su examen de ingreso en el Instituto Vizcaíno para cursar el Bachillerato, prueba en la que obtuvo la calificación de «Aprobado», y no se presentó al examen de premio. Tanto el examen de ingreso como el primer curso tuvo que realizarlos en el antiguo colegio de la calle del Correo, ya que el Instituto, durante la guerra, había sido convertido en hospital militar. Santos Barrón fue su profesor de Latín y Castellano, y Genaro Carreño de Geografía universal. Obtuvo la calificación de notable en las tres asignaturas. Unamuno describió con gran viveza este periodo formativo de su vida en sus Recuerdos de niñez y de mocedad (1908), de que hay distintas versiones publicadas, pues el autor refundió diversos artículos publicados sobre el tema entre 1891 y 1892. 
Los restantes cuatro cursos los realizó en el instituto. En general, le disgustaba el método de aprendizaje memorístico que se aplicaba en casi todas las asignaturas y le aburrían, en particular, las clases de Latín, Historia, Geografía y Retórica, aunque le encantaba memorizar los ejemplos de figuras de esta última. No tuvo ningún problema con la Aritmética, la Física, la Geometría o la Trigonometría, y disfrutaba con el Álgebra. También le agradó la filosofía, que figuraba entonces en una asignatura de cuarto curso: "Fundamentos de Psicología, Lógica y Ética", a pesar de que no apreciaba la didáctica de su profesor, el sacerdote Félix Azcuénaga. En sus Recuerdos de niñez y de mocedad, Unamuno cuenta que empezó a sentir curiosidad por la filosofía leyendo las únicas obras de esa materia que había en la biblioteca paterna, que eran de Jaime Balmes ("una especie de escocés de quinta mano") y de Donoso Cortés. En esas clases podía hacer gala de su talento de orador, rivalizando a menudo con su compañero Andrés Oñate. Por último, en las asignaturas impartidas por Fernando Mieg, Historia Natural, Fisiología e Higiene, logró sendos sobresalientes, probable consecuencia del sistema pedagógico utilizado por el catedrático que sabía despertar la curiosidad y el interés de sus alumnos. Como dice, literalmente, su expediente, «con fecha 19 y 21 de junio de 1880 fue aprobado en los ejercicios del grado de Bachiller en Artes, en 17 de agosto del mismo se le expidió el título por el Sr. Rector de este distrito y en 30 del mismo mes recibió el dicho título».
Buen dibujante, estudió en el taller bilbaíno de Antonio Lecuona, pero, como él mismo confesó, la falta de dominio sobre el color le hizo desistir de una carrera artística.
Desde niño, fue un gran aficionado a la papiroflexia, siendo uno de sus máximos impulsores durante el siglo XX.

### Estudios universitarios, profesor y rector
En septiembre de 1880 se traslada a la Universidad de Madrid para estudiar Filosofía y Letras. En ese año precisamente acababa de publicar Marcelino Menéndez Pelayo el primer volumen de su Historia de los heterodoxos españoles (1880-1882), que le impresionó no poco, en especial en lo que tocaba al protestante José María Blanco White, con el que se identificaba en lo esencial, como señaló el conde de Motrico. El 21 de junio de 1883, a sus diecinueve años, finaliza sus estudios y realiza el examen de Grado de dicha licenciatura obteniendo la calificación de sobresaliente. Un año después, el 20 de junio de 1884, se doctora con una tesis sobre la lengua vasca: Crítica del problema sobre el origen y prehistoria de la raza vasca. En ella anticipa su idea sobre el origen de los vascos, idea contraria a la que en los años venideros irá gestando el nacionalismo vasco, recién fundado por los hermanos Arana Goiri, que propugnará una raza vasca no contaminada por otras razas.
En 1884 comienza a trabajar en un colegio como profesor de latín y psicología, publica un artículo titulado «Del elemento alienígena en el idioma vasco» y otro costumbrista, «Guernica», aumentando su colaboración en 1886 con El Noticiero Bilbaíno.

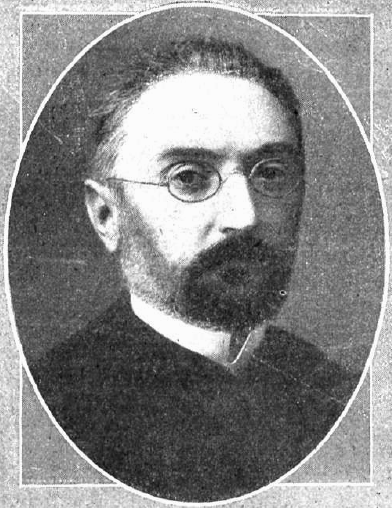
Retrato de Unamuno.

En 1888, oposita en Madrid a la cátedra de Psicología, Lógica y Ética vacante en el Instituto de Bilbao y, mientras se halla en la capital por este motivo, la Diputación de Vizcaya convoca una plaza de profesor interino de lengua vascongada en el mismo instituto con «asignación anual de mil quinientas pesetas». Se presenta a esta última junto con Pedro Alberdi, Eustaquio Madina, Sabino Arana y el novelista y folclorista Resurrección María de Azkue, adjudicándose la plaza a este último. El primer informe presentado por el secretario de la Diputación hizo constar que, de los cinco candidatos, solo Unamuno y Azkue contaban con título profesional. El primero, doctor en Filosofía y Letras y el segundo, bachiller en Teología. Según Sabino Arana, la adjudicación se debió al «Diputado Larrazabal, amigo de Azkue y amigo de mi difunto padre, (que) me escribió suplicándome retirara la solicitud, para que el nombramiento recayera en Azkue, joven clérigo despejado que tenía que sostener a su madre y hermanas y al efecto y para desplegar sus facultades deseaba establecerse en Bilbao».
Polemizó con Sabino Arana, que iniciaba su actividad nacionalista, ya que consideraba a Unamuno como un vasco «españolista» porque, aunque ya había escrito algunas obras en euskera, consideraba a este idioma próximo a desaparecer y que además el bilingüismo no era posible. «El vascuence y el castellano son incompatibles, dígase lo que se quiera, y, si caben individuos, no caben pueblos bilingües. Es este de la bilingüidad un estado transitorio».
En 1889 prepara otras oposiciones y viaja a Suiza, Italia y Francia, donde se celebra la Exposición Universal y se inaugura la torre Eiffel.

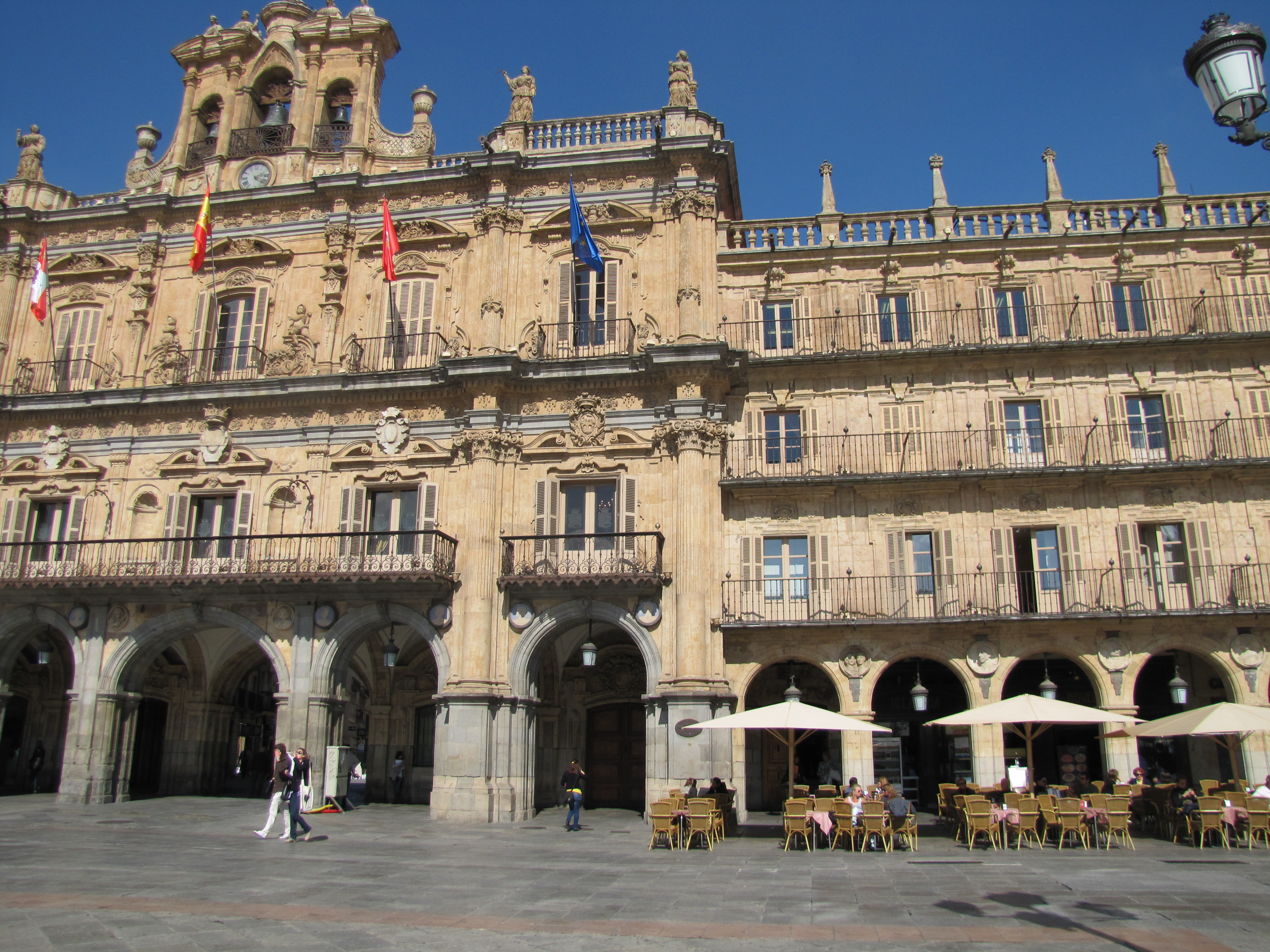
Unamuno hacía su tertulia diaria en la terraza del Café Novelty, en la plaza Mayor de Salamanca.

El 31 de enero de 1891, se casa en Guernica con su "Concha", Concepción Lizárraga Ecenarro, de la que estaba enamorado desde niño y con quien tuvo nueve hijos: Fernando, Pablo, Raimundo, Salomé, Felisa, José, María, Rafael y Ramón. Salomé se casó más tarde con el poeta José María Quiroga Plá. Unamuno pasa los meses invernales de ese año dedicado a la preparación de las oposiciones para una cátedra de 
griego en la Universidad de Salamanca, una materia menos controvertida, la cual obtiene de un tribunal donde figuraba entre otros Juan Valera. En junio de 1891 aprueba las oposiciones y en julio toma posesión de la cátedra de Lengua Griega, regresando a Bilbao. Con el comienzo del curso el 1 de octubre se traslada definitivamente a Salamanca. Con motivo de estas oposiciones, entabla amistad con el granadino Ángel Ganivet, amistad que se irá intensificando hasta el suicidio de aquel en 1898. 
En 1891, recién llegado a Salamanca, protagonizó su primera polémica contestando al discurso inaugural del curso universitario, pronunciado por el catedrático de derecho Enrique Gil Robles y titulado El absolutismo y la democracia, en varios artículos escritos con seudónimo en el periódico La Libertad y titulados «Un nocedalino desquiciado» en los que calificaba a Gil y Robles de «inepto, mediocre e indocto» y su discurso de «sudado, artificioso, falso, manera y no estilo». Su relación se mantuvo tirante desde entonces.
Entre octubre de 1892 y abril de 1893 estudia el Cantar de Mio Cid para optar al premio que la Real Academia de la Lengua ofrecía al mejor trabajo sobre el léxico y la gramática del mismo. Quedó finalista, pues el premio lo obtuvo Ramón Menéndez Pidal; el estudio de Unamuno solo llegó a publicarse en 1977.

El 11 de octubre de 1894 ingresa en la Agrupación Socialista de Bilbao y colabora en el semanario La Lucha de Clases de esta ciudad; en 1895 aparece su primera colección de ensayos, En torno al casticismo, que tendrá segunda edición en 1916; la ejecución del líder y escritor filipino José Rizal en 1896, a instigación de las órdenes religiosas establecidas en la isla, lo conmueve profundamente. Abandona el partido socialista en 1897 sufriendo una gran depresión: su tercer hijo enfermó de una meningitis que degeneró en hidrocefalia, se cree a las puertas de la muerte al sufrir una neurosis de angustia; y el materialismo dialéctico no puede explicar sus dudas existenciales y sus preocupaciones religiosas, que empiezan a dominar su pensamiento. Ese año tomó partido contra el obispo en la polémica desatada por la propuesta de excomunión del catedrático Dorado Montero lanzada por el obispo de Salamanca fray Tomás Cámara como consecuencia de la denuncia de un grupo de alumnos que le acusaba de revolucionario y de seguir doctrinas deterministas y materialistas.

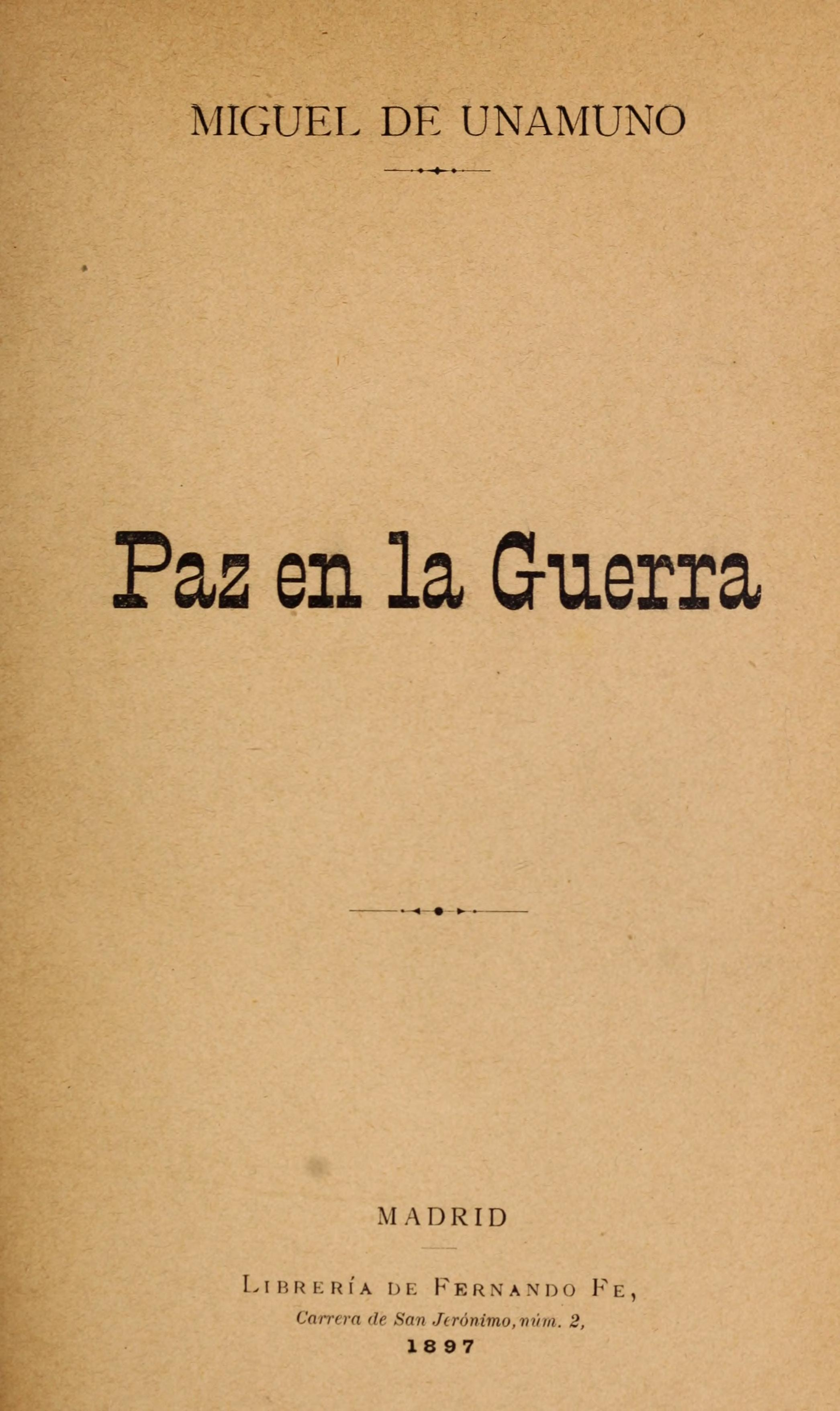
Paz en la guerra (1897), novela de Unamuno sobre la tercera guerra carlista.

Publica también en ese año su única novela histórica, Paz en la guerra, sobre la tercera carlistada en Bilbao, pero que no le deja satisfecho por ser demasiado pensada y estructurada; refleja algo de su crisis espiritual en su tragedia La esfinge, compuesta en 1897 pero solo estrenada en 1909, donde cuenta la historia de Ángel (¿un eco de su amigo Ángel Ganivet, acaso?), quien, empujado por su entorno para adentrarse en el mundo de la política, sufre una crisis espiritual y de valores que le empuja a dejarse matar. Además, concluye en 1898 la guerra hispano-estadounidense en la que España pierde sus colonias y se hace evidente que el país no es lo que se creía que era. El corrupto sistema canovista está en crisis y cunden las preocupaciones patrióticas: el pensamiento regeneracionista está en el aire: Joaquín Costa publica Reconstitución y europeización de España (1898). De esta coyuntura surge el grupo de "los tres" (Azorín, Baroja y Unamuno) y la llamada generación del 98, que ofrecerá una visión subjetiva (artística: narrativa y poética) de la decadencia inspirada en los estudios objetivos del regeneracionismo, buscando en diversos viajes por el país la España real, lo que Unamuno llamará en los ensayos de 1895 tradición eterna o intrahistoria, una historia de los pequeños grupos humanos frente a la de la España oficial, metahistórica, falsa y meramente epifenoménica. Unamuno tiene en 1898 ya cinco hijos y multiplica su esfuerzo y sus colaboraciones periodísticas para poder sostener a su familia.
Desde los inicios de su estancia en Salamanca, participó activamente en su vida cultural, y se hizo habitual su presencia en la terraza del Café literario Novelty, al lado del ayuntamiento, costumbre que mantuvo hasta 1936. Desde aquella terraza, cuando a Unamuno, refiriéndose a la plaza Mayor de Salamanca, le preguntaban si era un cuadrado perfecto o no, él afirmaba: «Es un cuadrilátero. Irregular, pero asombrosamente armónico». En 1900 el ministro lo nombra, con solo treinta y seis años de edad, rector de la Universidad de Salamanca por primera vez, cargo que llegó a ostentar tres veces. Creó una cátedra de Filología comparada que terminó rigiendo él. En 1901 empieza a leer a su filósofo predilecto, Sören Kierkegaard; incluso aprende danés para comprenderlo mejor, y se recrudece su enfrentamiento con el obispo de Salamanca Tomás Cámara. En 1902 publica la novela Amor y pedagogía, una crítica severa al pensamiento educativo del positivismo y a la represión de todo impulso natural. Sostiene en esta obra, como en otras, la dicotomía esencial entre la vida y el pensamiento. Le nombran mantenedor de diversos juegos florales. Con motivo del tricentenario de la publicación del Quijote (1905), publica su poco ortodoxo ensayo Vida de don Quijote y Sancho sobre el heroísmo y el erostratismo y recibe la Gran Cruz de Alfonso XII. En 1906 le acomete otra vez la neurosis de angustia. En agosto de 1909, durante la guerra de Melilla y después del Desastre del Barranco del Lobo, escribió su polémico poema "Salutación a los rifeños", donde se pone de parte de ellos frente a las ambiciones mineras de los occidentales, representadas por España. Polemiza con Ramiro de Maeztu y José Ortega y Gasset y sus artículos se publican por toda España y América. En 1909 logra estrenar en Las Palmas su tragedia La esfinge. Viaja por España y Portugal y en 1911 publica Rosario de sonetos líricos, Por tierras de Portugal y España, Soliloquios y conversaciones y Una historia de amor; en 1912 aparece una colección de ensayos, Contra esto y aquello. En 1913 aparece la primera de sus obras filosóficas importantes, Del sentimiento trágico de la vida en los hombres y en los pueblos, así como su primera obra dramática, La venda. En 1913 viaja por Las Hurdes con Maurice Legendre y Jacques Chevalier buscando la mísera España real (Alfonso XIII lo hará ocho años después, junto al doctor Gregorio Marañón, en 1922). Desde 1895 hasta su muerte, mantuvo una intensa relación epistolar con diversos intelectuales, políticos, artistas y escritores latinoamericanos como Rubén Darío, Rufino Blanco Fombona, Rómulo Betancourt, José Rafael Pocaterra o Pedro Emilio Coll.

### Durante la monarquía de Alfonso XIII hasta la caída de Primo de Rivera

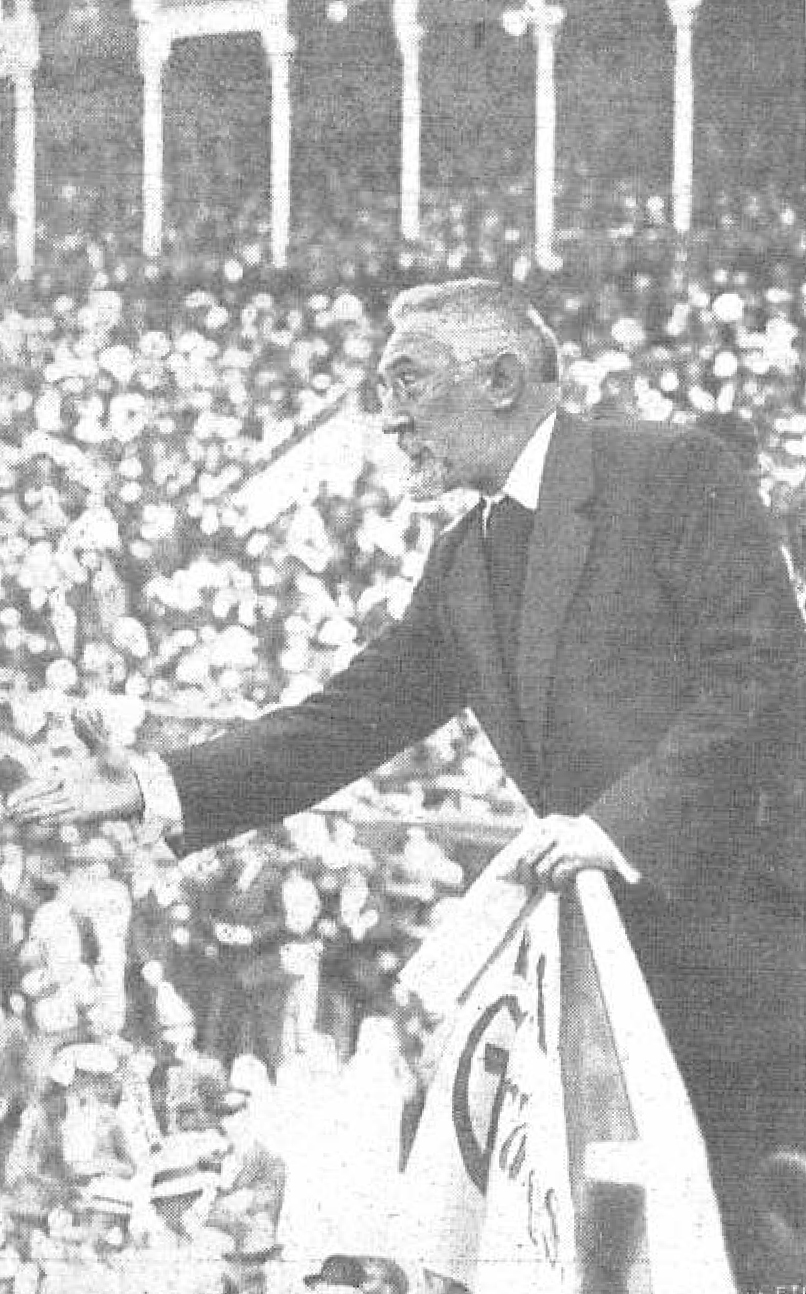
Unamuno en un mitin en la antigua plaza de toros de Madrid (1917).

En 1914 publica su nivola / novela más importante, Niebla, escrita en 1907, donde se refleja la insustancialidad existencial de la vida y el problema de la identidad y la pervivencia a través de un personaje "irreal", Augusto Pérez, anticipando el uso de la metaficción; el peso de la filosofía irracionalista europea en esta creación es notable (Schopenhauer y Kierkegaard, principalmente), pero también el de la clásica (Spinoza, Kant, Hegel, Spencer). En agosto de 1914 el ministro de Instrucción Pública lo destituye del rectorado por razones políticas, aunque el pretexto oficial es una anómala convalidación del título de bachiller a un colombiano; las reacciones adversas a esa decisión gubernamental son no solo de escala nacional, sino internacional.
En 1917 publica su novela Abel Sánchez. Una historia de pasión, donde ejemplifica como elemento esencial del carácter español la envidia, que él llama cainismo, en forma de ninguneo de todo lo elevado, honesto y esforzado, de la "superioridad natural", como expone en el prólogo a la segunda edición; por ejemplo, el protagonista no es el que da el título a la obra, sino el doctor Joaquín Monegro, que ve despreciados todos sus esfuerzos por hacer el bien a los demás y al final mata a Abel cuando le roba el amor de su nieto. Al año siguiente (1918) es elegido concejal del ayuntamiento salmantino y estrena sin éxito en el Ateneo su tragedia Fedra, acaso demasiado densa y escasa de acción para el gusto popular.

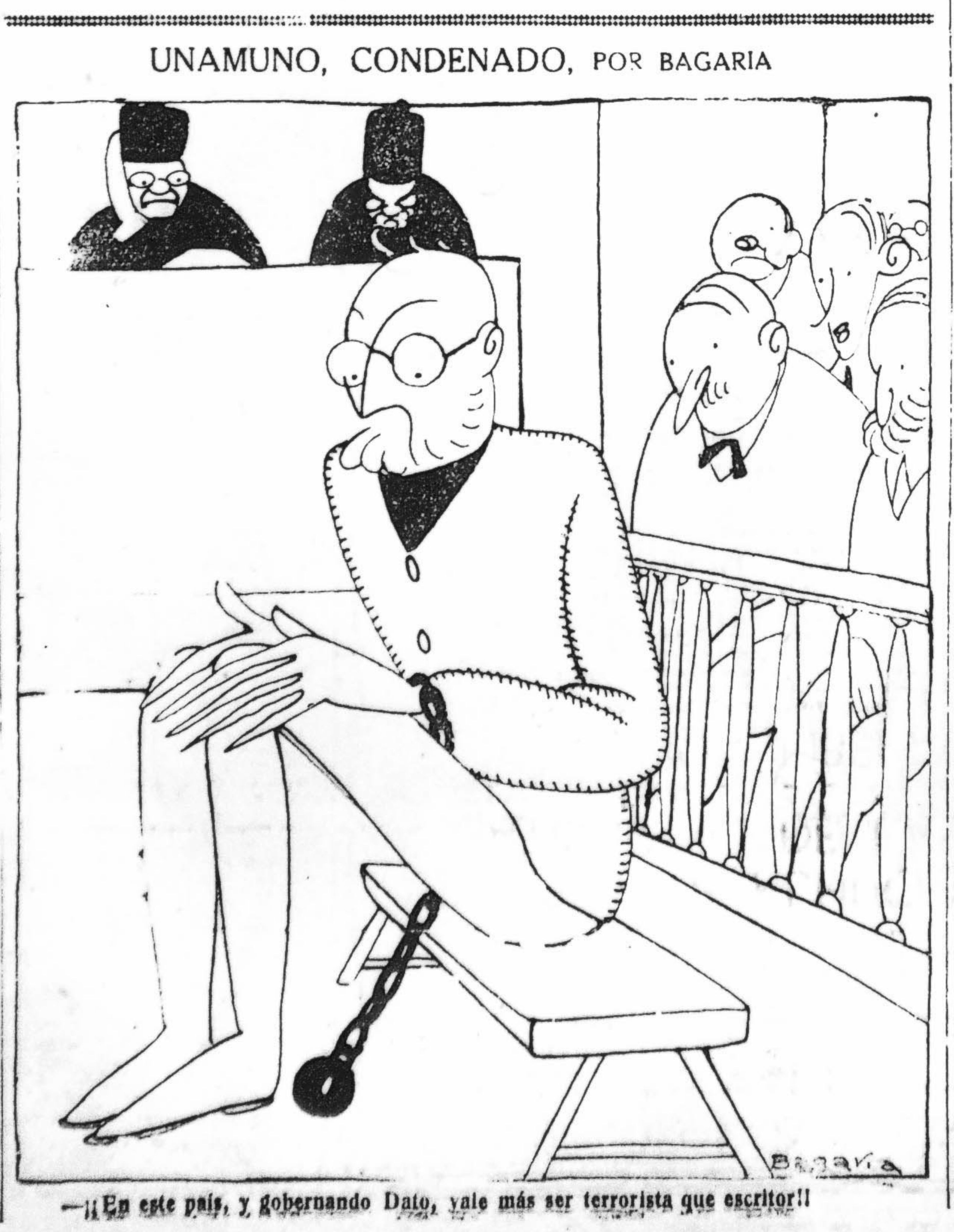
Caricatura en el diario El Sol que hace referencia a la condena de Unamuno por injurias al rey en 1920. Ilustración de Bagaría.

En 1920 es elegido por sus compañeros decano de la Facultad de Filosofía y Letras y publica su poema religioso El Cristo de Velázquez, un intento de desagraviarse por su descreído poema "El Cristo yacente de Santa Clara" que publicó el 26 de mayo de 1913 en Los Lunes del Imparcial y que suscitó reacciones adversas en los círculos católicos, que lo consideraban blasfemo y Tres novelas ejemplares y un prólogo. En ese mismo año es condenado a dieciséis años de prisión por injurias al rey en un artículo de opinión, pero la sentencia no llegó a cumplirse.

[...] ese aventurero de mala fe, rapaz, mendaz e incapaz que es Primo de Rivera, a quien he de aplastar como Sarmiento a Rosas.

A comienzos de la década de 1920 ejerce como frecuente colaborador del periódico madrileño El Liberal. En 1921 es nombrado vicerrector. Sus constantes ataques al rey y al dictador Primo de Rivera hacen que este lo destituya nuevamente y lo destierre a Fuerteventura en febrero de 1924. El 9 de julio es indultado, pero él se exilia voluntariamente a Francia; primero a París, donde fue muy bien acogido por el hispanista Jean Cassou, quien le presentó al escritor mexicano Alfonso Reyes y al poeta checo-alemán Rainer Maria Rilke, y, al poco tiempo, a Hendaya. Se queda allí hasta que en 1930 cae el régimen de Primo de Rivera, y a su vuelta a Salamanca entra en la ciudad con un recibimiento apoteósico.

### La República
Miguel de Unamuno se presenta candidato a concejal por la Conjunción Republicano-Socialista para las elecciones del 12 de abril de 1931, resultando elegido. El 14 de abril, es él quien proclama la República en Salamanca: desde el balcón del ayuntamiento, el filósofo declara que comienza «una nueva era y termina una dinastía que nos ha empobrecido, envilecido y entontecido».
La República lo repone en el cargo de rector de la Universidad salmantina. Se presenta a las elecciones a Cortes y es elegido diputado como independiente por la candidatura de la conjunción republicano-socialista en Salamanca, ejerciendo su cargo entre el 12 de julio de 1931 y el 9 de octubre de 1933.

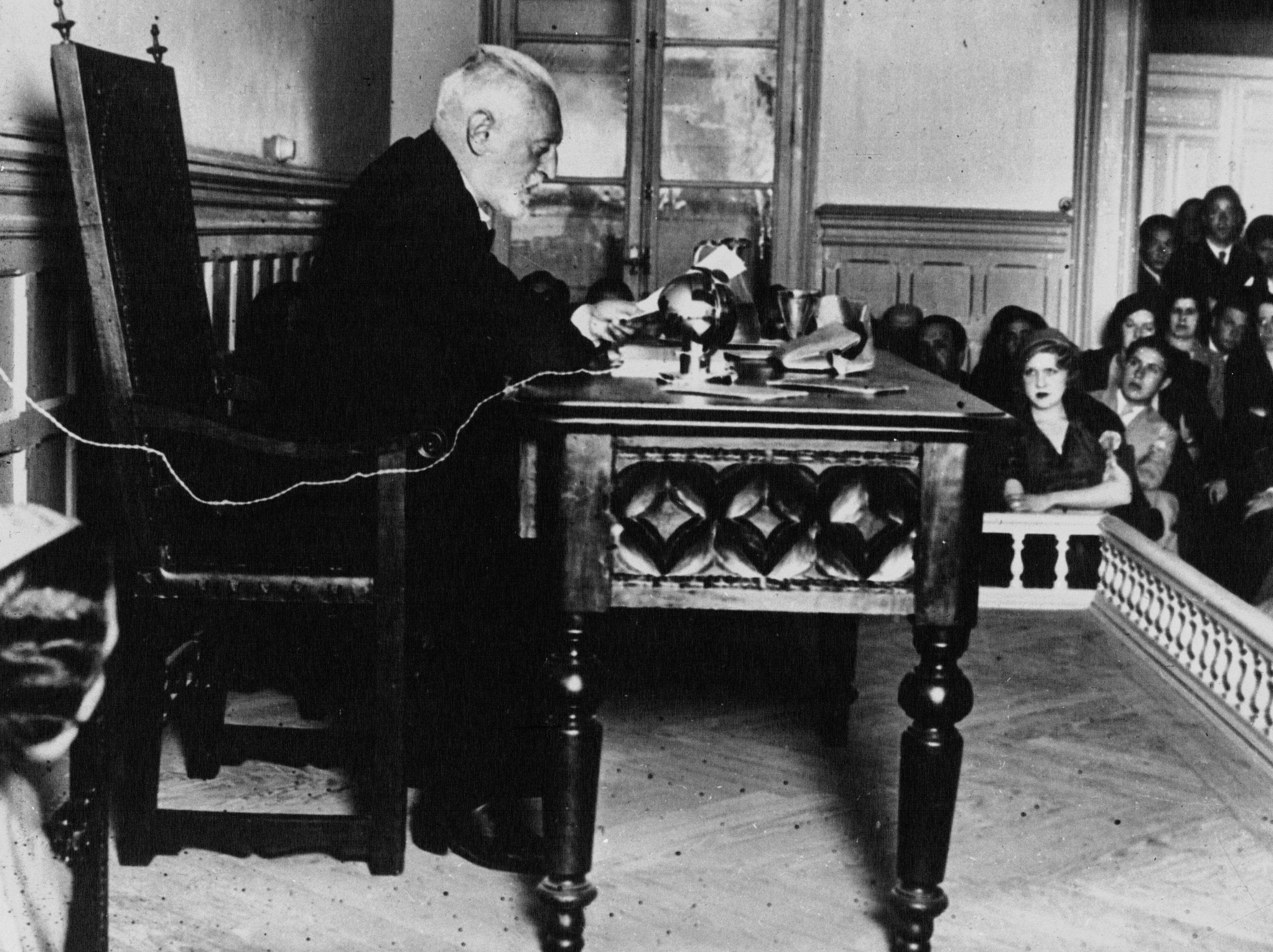
Conferencia de Unamuno en 1932.

Sin embargo, el escritor e intelectual, que en 1931 había dicho que él había contribuido más que ningún otro español —con su pluma, con su oposición al rey y al dictador, con su exilio...— al advenimiento de la República, empieza a desencantarse, como otros intelectuales que lo habían acompañado en su pulso a favor de la República, como José Ortega y Gasset y Ramón Pérez de Ayala. En 1933 decide no presentarse a la reelección. Por demás, había reñido también con muchos otros famosos intelectuales, que, sin embargo, lo admiraban, como el propio Ortega, quien no podía soportar su subjetivismo ya al menos desde 1909, cuando se entrevistó con él en Salamanca; Ramón Gómez de la Serna advirtió que, cuando Unamuno entraba en la Revista de Occidente, Ortega se levantaba y se iba, a lo que añadió maliciosamente: "Nunca notaba su ausencia"; o Pío Baroja, al que su intransigencia lo ponía incomodísimo (escribió que «Unamuno se creía todo. Era, sin proponérselo, filósofo, matemático, geógrafo, filólogo, naturalista, arquitecto, además de vidente y de profeta» y no «hubiera dejado hablar por gusto a nadie. No escuchaba»), aunque apercibió que sus novelas parecían escritas "para incomodar al lector". No caía tampoco demasiado bien a Valle-Inclán ni a Fernando Pessoa, quien sufrió sus ninguneos y advirtió el absurdo de sus contradicciones. Imbuido de lo que él llamaba, con esos neologismos que caracterizan su estilo, su alterutralidad o neutralidad activa, el gran filólogo Ernst Robert Curtius llegó a definirlo como excitator Hispaniae.
En 1934 se jubiló de su actividad docente y fue nombrado rector vitalicio, a título honorífico, de la Universidad de Salamanca, que creó una cátedra con su nombre. Ese mismo año fue designado miembro correspondiente de la Academia Nacional de la Historia de Venezuela, por nominación de Pedro Emilio Coll, con quien había mantenido una relación epistolar desde 1895. Sin embargo, a pesar de que el diploma fechado el 23 de noviembre de 1934 llegó a las manos de Unamuno, este nunca aceptó la distinción de aquel país, gobernado por el dictador Juan Vicente Gómez.
En 1935 fue nombrado ciudadano de honor de la República. Fruto de su desencanto, expresó públicamente sus críticas a la reforma agraria, la política religiosa, la clase política, el gobierno y a Manuel Azaña. El 10 de febrero de 1935 recibió la visita de José Antonio Primo de Rivera y otros falangistas en su casa y asistió al acto de presentación de la Falange en Salamanca, según su correspondencia con la escritora Concha Espina. La Falange utilizó propagandísticamente este acto, lo que motivó una enérgica protesta de Unamuno en la prensa de Madrid contra la organización política de ideología fascista. Este enfrentamiento también puede comprobarse en la correspondencia que mantenían José Antonio Primo de Rivera y el jefe local de la Falange en Salamanca, Francisco Bravo.
Según una controvertida afirmación de Manuel Menchón, en 1935 el premio Nobel de literatura quedó desierto. Un informe del «Ministerio para la formación y la propaganda” del Tercer Reich dirigido a la Fundación Nobel solicitaba que no se concediera el premio a Miguel de Unamuno ya que “Tras el cambio político ocurrido desde 1933, Unamuno ha tomado una actitud tan clara contra nosotros que se pueda considerar como el portavoz espiritual de la lucha contra Alemania en los círculos intelectuales de España. Por esta actitud no apoyamos su solicitud para el Nobel».

### La Guerra Civil

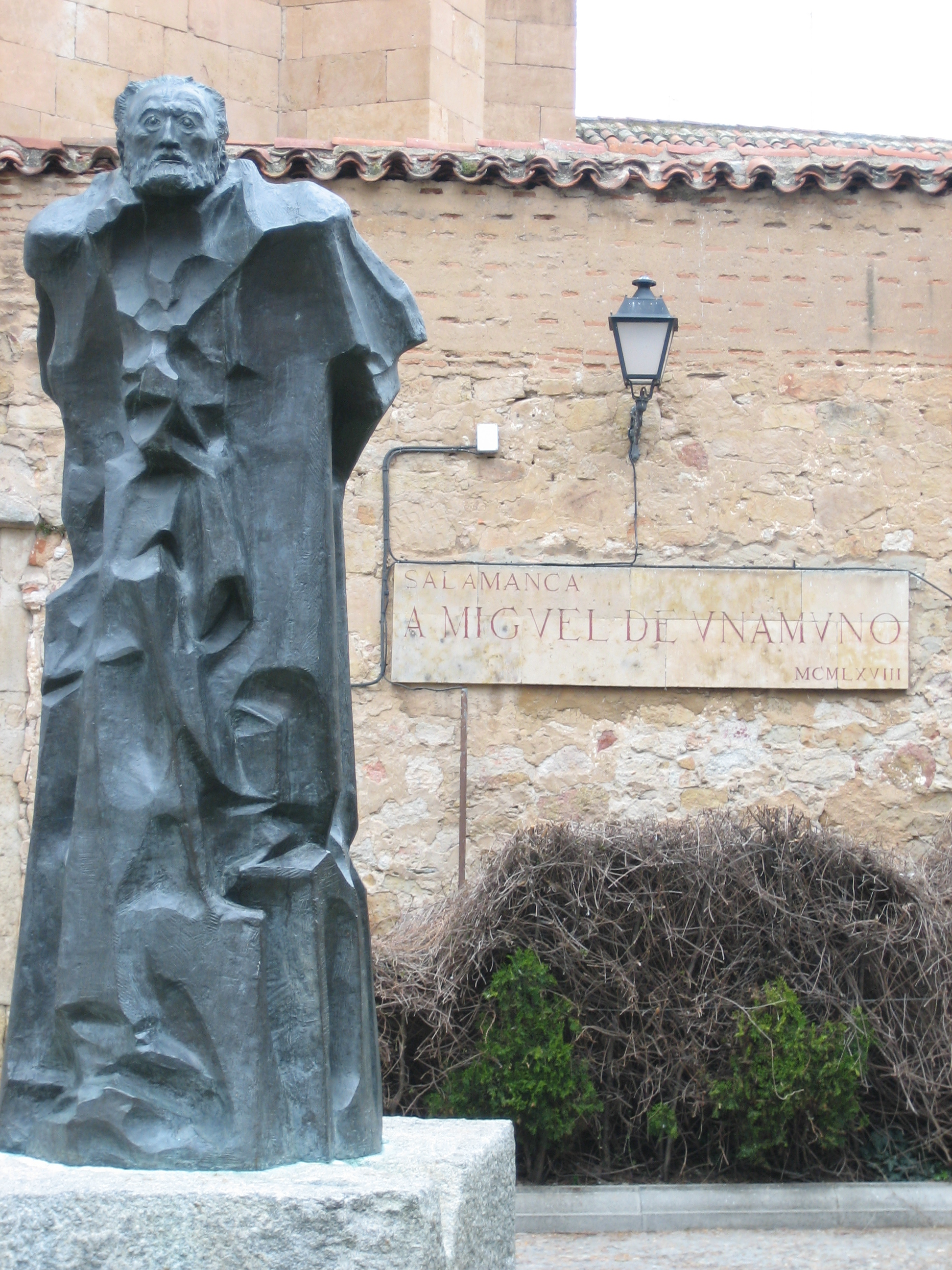
Escultura de Unamuno en Salamanca del artista Pablo Serrano (1968).

Al iniciarse la guerra civil, Unamuno apoyó al bando nacional: quiere ver en los militares alzados a un conjunto de regeneracionistas autoritarios dispuestos a encauzar la deriva del país. Cuando el 19 de julio la práctica totalidad del consistorio salmantino fue destituida por las nuevas autoridades y sustituida por personas adeptas, Unamuno aceptó el acta de concejal que le ofreció el nuevo alcalde, el comandante Del Valle.
En el verano de 1936, hizo un llamamiento a los intelectuales europeos para que apoyasen a los sublevados, declarando que representaban la defensa de la civilización occidental y de la tradición cristiana, lo que causó tristeza y horror en el mundo, según el historiador Fernando García de Cortázar. Azaña lo destituyó como rector de la Universidad de Salamanca, pero el gobierno de Burgos lo repuso de nuevo en el cargo.
Sin embargo, el entusiasmo por la sublevación pronto se tornó en decepción, especialmente ante el cariz que tomó la represión en Salamanca. Según el historiador Francisco Blanco Nieto, Unamuno ya mostró su desacuerdo con varios hechos represivos de los días 19 y 20 de julio, aunque también donó 5000 pesetas al ejército sublevado, quizá por temor. En los bolsillos de Unamuno se amontonaban las cartas de mujeres de amigos, de conocidos y de desconocidos, que le pedían que intercediese por sus maridos encarcelados, torturados y fusilados. A finales de julio, sus amigos salmantinos Prieto Carrasco (alcalde republicano de Salamanca) y José Andrés y Manso (diputado socialista) fueron asesinados, y su alumno predilecto y rector de la Universidad de Granada, Salvador Vila Hernández, detenido el 7 de octubre. En la cárcel se hallaban también recluidos sus íntimos amigos el doctor Filiberto Villalobos y el periodista José Sánchez Gómez, este a la espera de ser fusilado. Su también amigo, el pastor de la Iglesia anglicana y masón Atilano Coco, estaba amenazado de muerte (será fusilado en diciembre de 1936). A principios de octubre, Unamuno visitó a Franco en el palacio episcopal para suplicar inútilmente clemencia para sus amigos presos. Salvador Vila fue ejecutado el 22 de octubre, el mismo día en que Unamuno fue destituido como rector por orden de Franco. El escritor vasco, ya desencantado de las consecuencias del pronunciamiento militar, llegaría a atribuir (en comunicación privada a un amigo) el origen del «estúpido régimen de terror» que imperaba en la zona nacionalista a «el maridaje de la mentalidad de cuartel con la de sacristía». Y en los apresurados apuntes manuscritos para El resentimiento trágico de la vida. Notas sobre la revolución y guerra civil españolas, pasando revista a las víctimas de la violencia, varias de ellas cercanas a él, escribió:

Los motejados de intelectuales les estorban tanto a los hunos como a los hotros. Si no les fusilan los fascistas les fusilarán los marxistas. [...] ¡Pobre deán de Toledo, Polo Benito! ¡Pobre Arturo Pérez Martín! ¡Pobre Prieto Carrasco! ¡Pobre Beúnza! ¡[P]obre teniente Castillo! ¡[P]obre Calvo Sotelo! Pobre... Acaso aquel otro no era buena persona, sino díscolo, envidioso, pero ¿quiénes somos buenas personas? ¿quién es bueno? Solo Dios es bueno, «pero Jesús le dijo: ¿qué me dices bueno? nadie bueno sino uno, Dios».
Miguel de Unamuno

#### Venceréis, pero no convenceréis

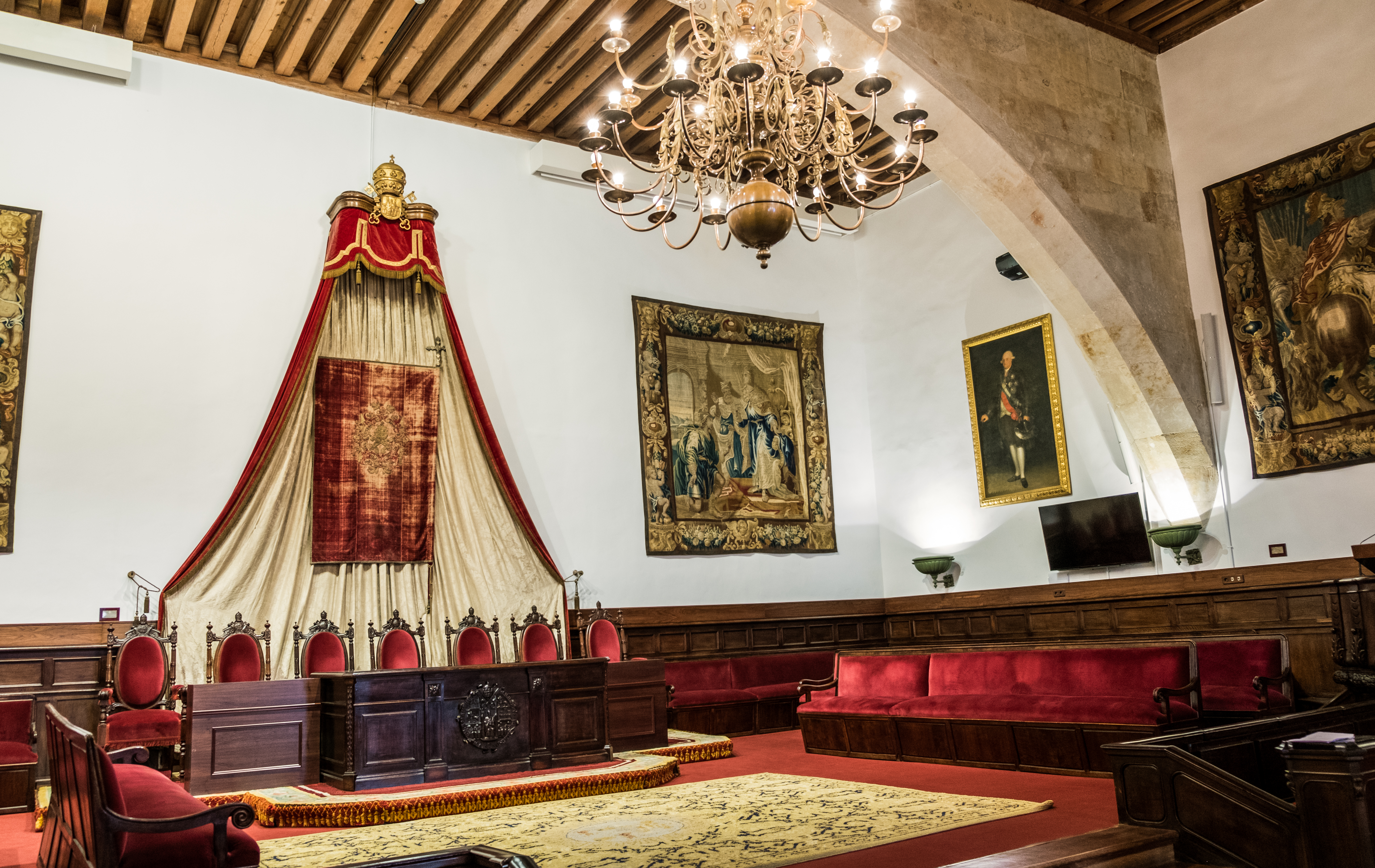
Paraninfo de la Universidad de Salamanca.

Miguel de Unamuno también se arrepintió públicamente de su apoyo a la sublevación. El 12 de octubre de 1936, en el paraninfo de la Universidad de Salamanca, durante el acto de apertura del curso académico que se celebraba tradicionalmente en la misma fecha que el Día de la Raza, el rector se enfrentó públicamente al general Millán-Astray, que había pronunciado unas soflamas contra la inteligencia y exaltadoras de la muerte. Posteriormente se atribuyó a Unamuno un discurso lapidario que habría incluido su famosa frase:

Venceréis, pero no convenceréis. Venceréis porque tenéis sobrada fuerza bruta, pero no convenceréis porque convencer significa persuadir. Y para persuadir necesitáis algo que os falta en esta lucha, razón y derecho. Me parece inútil pediros que penséis en España.

Franco, en persona, citó ese mismo día al jefe del Servicio de Información Militar (SIM), Salvador Múgica, para que se personara en el Estado Mayor de su Cuartel General de Salamanca. Poco más de dos meses después, Múgica enviaría un informe a Francisco Franco sobre las actitudes de Unamuno contra la causa franquista, lo cual entraría en contradicción con las propias intenciones del líder del bando sublevado, ya que este dio pasos para convertir a Unamuno en un intelectual al servicio de su causa. En el conocido acto del Paraninfo de la Universidad de Salamanca, Unamuno acudió en representación del jefe del Estado.

#### Los últimos días
Los últimos días de vida (de octubre a diciembre de 1936) los pasó confinado en su casa, en un estado de ánimo, en palabras de Fernando García de Cortázar, de resignada desolación, desesperación y soledad. Aunque legalmente no se dictó contra él arresto domiciliario, se le puso vigilancia que lo seguía a todas partes. Así lo explicaba él mismo al nuevo rector, Esteban Madruga, solo ocho días antes de su muerte y en carta enviada a través de su hija Felisa, en la que le hacía entrega de las llaves de la casa rectoral y hacía donación a la Universidad de su biblioteca:

He decidido no salir ya de casa desde que me he percatado de que el pobrecito policía esclavo que me sigue —a respetable distancia— a todas partes, es para que no escape —no sé dónde— y así se me retenga en este disfrazado encarcelamiento como rehén no sé de qué, ni por qué ni para qué.

Sin aviso, se le retiraron los títulos de rector y de alcalde vitalicio. El diario ABC de Madrid, convertido en órgano de prensa de Unión Republicana, comentó con sarcasmo: «Ignoramos si el motivo de la destitución del Sr. Unamuno es que ha vuelto a disputar con los comandantes o que, por el contrario, le han ascendido a teniente coronel de Instrucción Pública del Gobierno de Burgos». Para Colette y Jean-Claude Rabaté, es esa destitución firmada por sus propios compañeros y sin que se le diesen explicaciones lo que le «abre definitivamente los ojos» y distancia de los sublevados, como explicaría poco después en el manifiesto entregado a los hermanos Tharaud y en carta a Quintín de Torre. En esas condiciones, «expatriado en su propia patria», se dedica a escribir las notas finales de El resentimiento trágico de la vida, en las que vuelca su desconcierto y desesperanza.
El 21 de noviembre, escribe dos cartas a Italia que no envía. La primera a Lorenzo Giusso, filósofo italiano, en la que califica lo que ocurre en España de «enfermedad mental colectiva», habla «de la salvajería de las hordas llamadas rojas o marxistas» y muestra su desafección por los rebeldes: «Esta civilización cristiana que yo, ¡cándido de mí!, pedía que se salvase en España, no es aquí y menos en manos de católicos españoles, cristiana. De cristiana nada tiene», para concluir: «tan salvajes los hunos como los hotros». Y la segunda a Mari Garelli, traductora de La tía Tula, en la que habla de confinamiento interno, encierro y enclaustramiento, en situación de rehén «por obra y gracia de estos... salvadores de España». Le alegra ser recordado fuera de España en tanto dentro «le persiguen y niegan los feroces mellizos enemigos que la están destrozando»:

La barbarie es unánime. Es el régimen de terror por las dos partes. España está asustada de sí misma, horrorizada. Ha brotado la lepra católica y anticatólica. Aúllan y piden sangre los hunos y los hotros. Y aquí está mi pobre España, se está desangrando, arruinando, envenenando y entonteciendo. La deficiencia mental de nuestra juventud totalitaria —giovinezza— es espantosa.

En la carta que escribe Unamuno el 7 de diciembre a Henry Miller, residente en París, se encuentra por vez primera la denuncia de una orden de asesinarle si trata de huir de la ciudad. Además, también pide que cuente su situación y la de los ciudadanos bajo el gobierno franquista a quien quiera escucharle, haciendo mención explícita a la mujer de Hurtado (Anna Martí), quien por aquel entonces se ocupaba de ayudar a los españoles que huían de la guerra. Además, la carta fue estudiada por el jefe de Información Militar (SIM) quien envió un informe sobre ella a Francisco Franco en persona, advirtiendo que Unamuno apuntaba el deseo de querer huir al extranjero.

Estoy, como le digo, preso en mi casa. Cierto es que me dicen con hipocresía tiránica que puedo circular por la ciudad pero seguido a cierta distancia por un policía para que no salga de Salamanca, donde se me tiene en rehén no sé por qué ni de qué ni para qué, y con orden, si intento salir de ella, hasta de asesinarme.
Miguel de Unamuno, carta a Henry Miller, 7 de diciembre de 1936.

El 10 diciembre la revista francesa Candide publicó con el título Contre la barbarie marxiste. Entretiene avec Unamuno, la traducción «bastante fiel» del manifiesto escrito por Unamuno de su puño y letra que a finales de octubre o comienzos de noviembre entregó en su casa a los periodistas franceses Jean y Jérôme Tharaud, secretarios de Maurice Barrès. Según Carlos Rojas Vila el texto contiene «pasajes adulterados para sortear la censura, si bien el contenido del mismo suena muy genuino»:

Apenas iniciado el movimiento popular salvador que acaudilla el general Franco me adherí a él diciendo que lo que hay que salvar en España es la civilización occidental cristiana y con ella la independencia nacional. El gobierno fantasma de Madrid me destituyó por ello de mi rectoría y luego el de Burgos me restituyó en ella con elogiosos conceptos.
En tanto me iban horrorizando los caracteres que tomaba esta tremenda guerra civil sin cuartel debida a una verdadera enfermedad mental colectiva, a una epidemia de locura. Las inauditas salvajadas de las hordas marxistas, rojas, exceden toda descripción y he de ahorrarme retórica barata. Y dan el tono no socialistas, ni comunistas, ni sindicalistas, ni anarquistas, sino bandas de malhechores degenerados, expresidiarios criminales natos sin ideología alguna que van a satisfacer feroces pasiones atávicas sin ideología alguna. Y la natural reacción a esto toma también muchas veces, desgraciadamente, caracteres frenopáticos. Es el régimen del terror. España está espantada de sí misma. Y si no se contiene a tiempo llegará al borde del suicidio moral. Si el desdichado gobierno de Madrid no ha podido querer resistir la presión del salvajismo apelado marxista debemos esperar que el gobierno de Burgos sabrá resistir la presión de los que quieren establecer otro régimen de terror. (...) Insisto en que el sagrado deber del movimiento que gloriosamente encabeza Franco es salvar la civilización occidental cristiana y la independencia nacional ya que España no debe estar al dictado de Rusia ni de otra potencia extranjera cualquiera, puesto que aquí se está librando, en territorio nacional, una guerra internacional. Y es deber también traer una paz de convencimiento y de conversión y lograr la unión moral de todos los españoles para rehacer la patria que se está ensangrentando, desangrando, arruinándose, envenenándose y entonteciéndose. Y para ello impedir que los reaccionarios se vayan en su reacción más allá de la justicia y hasta de la humanidad, como a las veces tratan. Que no es camino el que se pretenda formar sindicatos nacionales compulsivos, por fuerza y amenaza, obligando por el terror a que se alisten en ellos a los ni convencidos ni convertidos. Triste cosa sería que el bárbaro, anti-civil e inhumano régimen bolchevístico se quisiera sustituir con un bárbaro, anti-civil e inhumano régimen de servidumbre totalitaria. Ni lo uno ni lo otro que en el fondo son lo mismo.

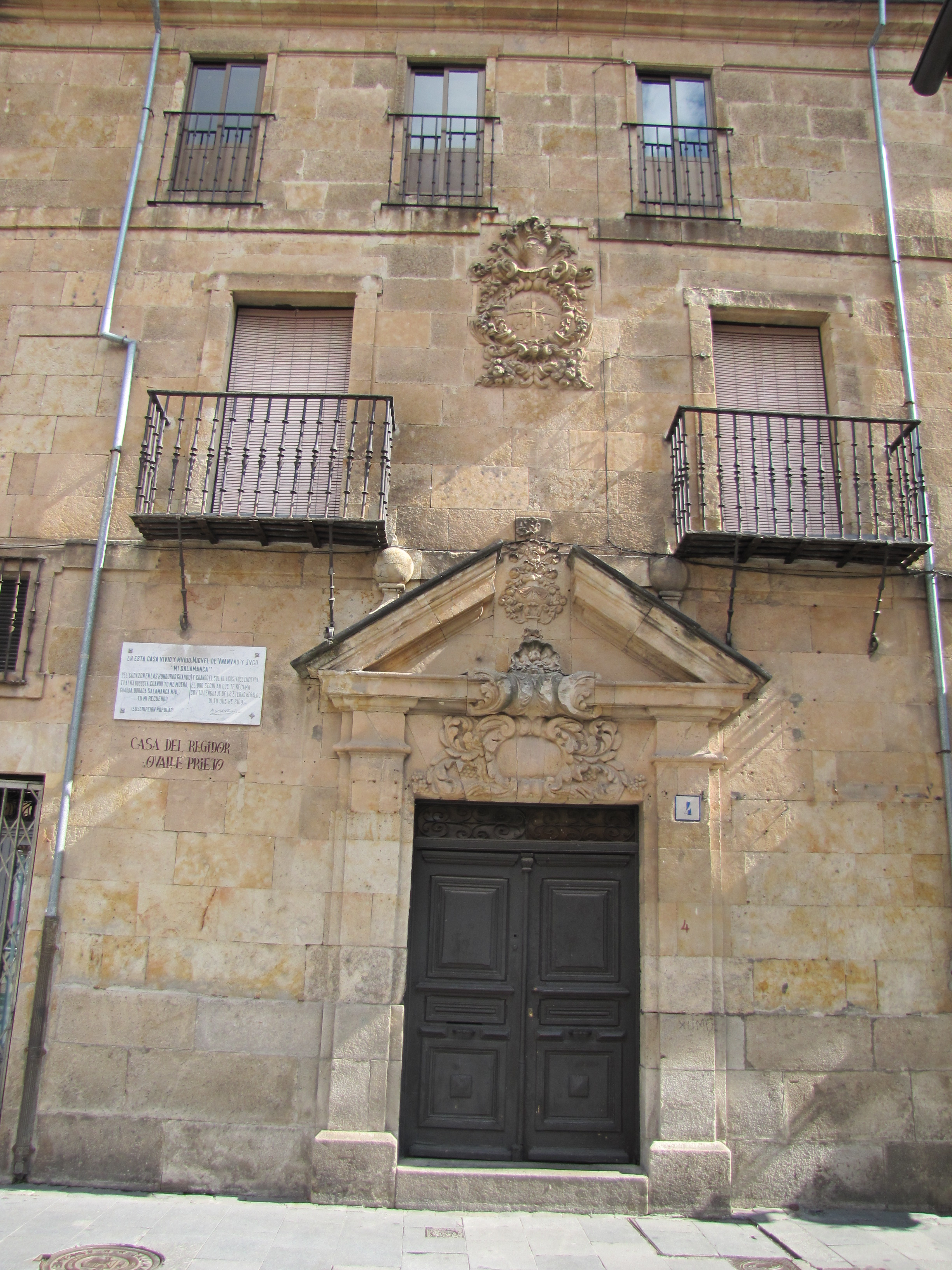
Casa del Regidor Ovalle Prieto, en la calle Bordadores de Salamanca, en la cual vivió y murió Unamuno.

En una de sus últimas cartas, fechada el 13 de diciembre, da su visión de los militares sublevados ante el cariz que iba tomando el conflicto, volviendo a aparecer su famosa sentencia:

Ésta es una campaña contra el liberalismo, no contra el bolchevismo. Todo el que fue ministro en la República, por de derecha que sea, está ya proscrito. (...) Vencerán, pero no convencerán; conquistarán, pero no convertirán.

Murió repentinamente por hemorragia bulbar, según el acta de defunción, en su domicilio salmantino de la calle Bordadores, la tarde del 31 de diciembre de 1936 y durante la visita que le hizo el falangista Bartolomé Aragón, profesor auxiliar de la Facultad de Derecho. Se ha postulado como causa de la muerte la inhalación de gases de un brasero, aunque la radio republicana difundió de inmediato el rumor de que había sido envenenado. Últimamente también se ha apuntado la hipótesis —"altamente improbable", según opinión razonada— de que fuese asesinado por su visitante. A pesar de su virtual reclusión, en su funeral fue exaltado como un héroe falangista. A su muerte, Antonio Machado escribió: «Señalemos hoy que Unamuno ha muerto repentinamente, como el que muere en la guerra. ¿Contra quién? Quizá contra sí mismo; acaso también, aunque muchos no lo crean, contra los hombres que han vendido a España y traicionado a su pueblo. ¿Contra el pueblo mismo? No lo he creído nunca y no lo creeré jamás».
Sus restos reposan junto a los de su hija mayor, Salomé (casada con su secretario y poeta José María Quiroga Plá y fallecida tres años antes), en un nicho del cementerio de San Carlos Borromeo de Salamanca, tras este epitafio: «Méteme, Padre Eterno, en tu pecho, misterioso hogar, dormiré allí, pues vengo deshecho del duro bregar».

## Obra

### Narrativa

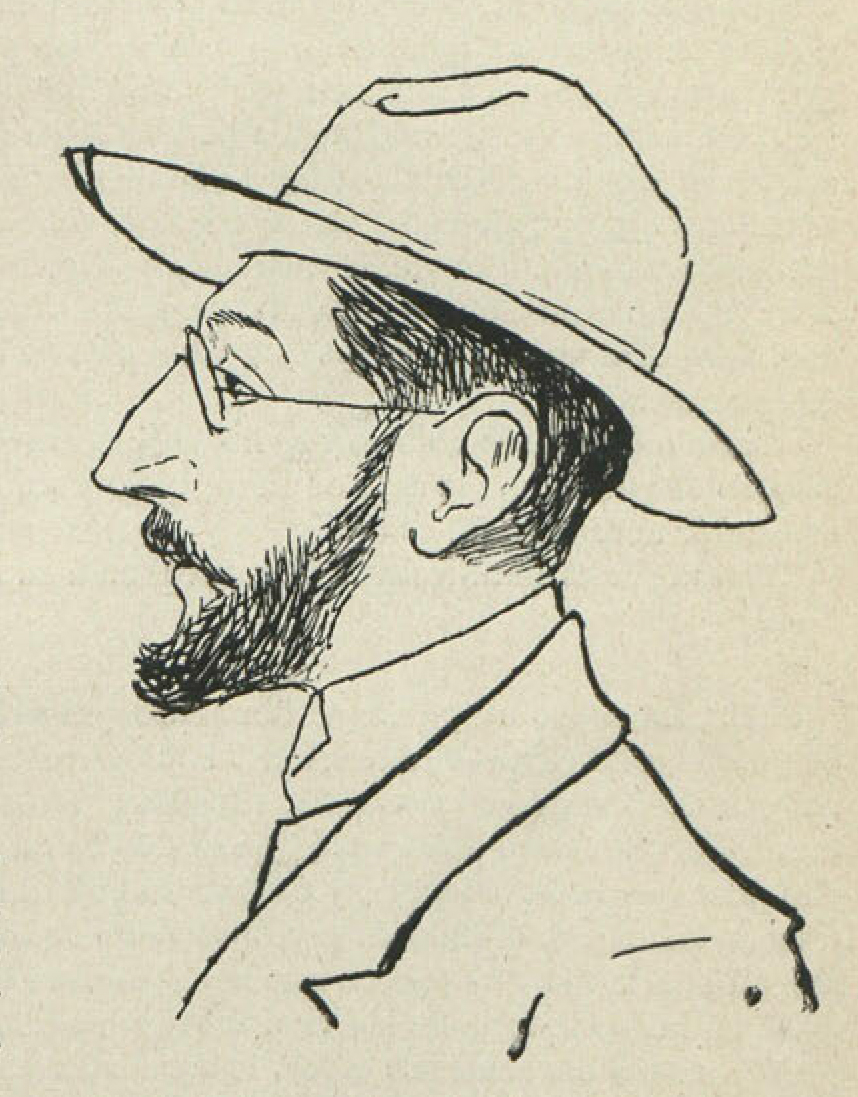
Autorretrato de Unamuno, en «Auto-retrato» (Revista Ibérica, 30 de septiembre de 1902).

La obra narrativa de Miguel de Unamuno, en orden cronológico, es la siguiente:
- Desde 1886 escribió un total de 87 cuentos y relatos cortos[cita requerida]. De ellos, en 1913 seleccionó solo veintiséis para su libro El espejo de la muerte.[97] Destacan el que da título al libro o Revolución en la biblioteca de Ciudámuerta.[98]
- Paz en la guerra (1897), obra en la cual utiliza el contexto de la tercera guerra carlista (que conoció en su niñez) para plantear la relación del yo con el mundo, condicionado por el conocimiento de la muerte.
- Amor y pedagogía (1902), que une lo cómico y lo trágico en una reducción a lo absurdo de la sociología positivista.
- Recuerdos de niñez y mocedad (1908) es una obra autobiográfica. En ella el autor vasco reflexiona sobre los primeros años de su vida en Bilbao.
- El espejo de la muerte (1913), libro de cuentos.
- Niebla (1914), obra clave de Unamuno, que él caracteriza con el nombre «nivola» para separarla de la supuesta forma fija de la novela.
- En 1917 escribe Abel Sánchez, donde invierte el tema bíblico de Caín y Abel para presentar la anatomía de la envidia.
- Tulio Montalbán (1920) es una novela corta sobre el problema íntimo de la derrota de la personalidad verdadera por la imagen pública del mismo hombre.
- También en 1920 se publican tres novelas cortas con un prólogo de gran importancia: Tres novelas ejemplares y un prólogo.
- La última narración extensa es La tía Tula (1921), donde se presenta el anhelo de maternidad ya esbozado en Amor y pedagogía y en Dos madres.
- Teresa (1924) es un cuadro narrativo que contiene rimas becquerianas, logrando en idea y en realidad la recreación de la amada.
- Cómo se hace una novela (1927) es la autopsia de la novela unamuniana.
- Don Sandalio, jugador de ajedrez (1930).
- San Manuel Bueno, mártir (1931), en la que habla de un sacerdote que predica algo en lo que él no logra creer.
- Diario íntimo (póstumo), escrito hacia 1897, publicado en 1970.

#### Novela

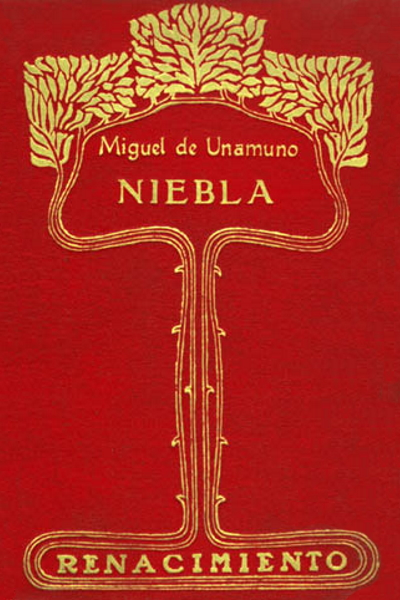
Portada de la primera edición de Niebla (1914).

En la época literaria que rodeaba al autor por entonces, se exigían unos rígidos patrones de procedimiento a la hora de escribir y publicar una novela: una temática particular, líneas de tiempo y acción específicas, convencionalismos sociales... una especie de guion no escrito pero aceptado por todos. Y esto suponía a Unamuno un corsé del que pretendería desprenderse de alguna forma, para expresarse en sus páginas como estimara oportuno. Su solución fue inventar un nuevo género literario, al que bautizó como «nivola», y de esta forma, no podría obtener crítica ninguna en lo referente a reglas de estética o composición, porque solo debería atender a las reglas que él mismo hubiese diseñado para su nuevo género. Así lo expresa en Niebla (1914), en el capítulo XVII:

—¿Y cuál es su argumento, si se puede saber?

—Mi novela no tiene argumento, o mejor dicho, será el que vaya saliendo. El argumento se hace él solo.
—¿Y cómo es eso?
—Pues mira, un día de estos que no sabía bien qué hacer, pero sentía ansia de hacer algo, una comezón muy íntima, un escarabajeo de la fantasía, me dije: voy a escribir una novela, pero voy a escribirla como se vive, sin saber lo que vendrá. Me senté, cogí unas cuartillas y empecé lo primero que se me ocurrió, sin saber lo que seguiría, sin plan alguno. Mis personajes se irán haciendo según obren y hablen, sobre todo según hablen; su carácter se irá formando poco a poco. Y a las veces su carácter será el de no tenerlo.
—Sí, como el mío.
—No sé. Ello irá saliendo. Yo me dejo llevar.
—¿Y hay psicología?, ¿descripciones?
—Lo que hay es diálogo; sobre todo diálogo. La cosa es que los personajes hablen, que hablen mucho, aunque no digan nada (...). El caso es que en esta novela pienso meter todo lo que se me ocurra, sea como fuere.
—Pues acabará no siendo novela.

—No, será... será...nivola.

### Filosofía

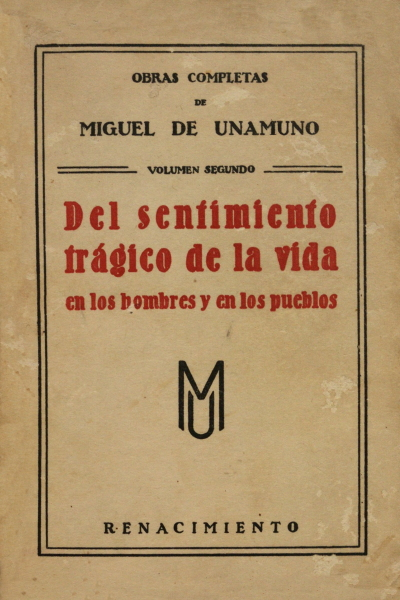
Portada del Del sentimiento trágico de la vida.

La filosofía de Unamuno no fue sistemática, sino una negación de cualquier sistema y una afirmación de fe «en sí misma». Se formó intelectualmente bajo el racionalismo y el positivismo y durante la época de su juventud escribió artículos en los cuales se apreciaba claramente su simpatía por el socialismo y expresaba una gran preocupación por la situación en la que se encontraba España. Unamuno cayó también durante su juventud bajo la influencia del krausismo español, aunque hay cierta controversia sobre hasta qué punto pudo dejarse influir por él.
La influencia de filósofos como Adolf von Harnack provocó el rechazo de Unamuno por el racionalismo. Tal abandono queda de manifiesto en su obra San Manuel Bueno, mártir, donde los personajes principales simbolizan las tres virtudes teologales (fe, esperanza y caridad) y la metáfora de la nieve cayendo sobre el lago ilustra su postura en favor de la fe —la montaña sobre la cual la nieve crea formas, paisajes, frente al lago, donde ésta se disuelve y se transforma en nada—. Su pensamiento religioso se ha inscrito en el existencialismo cristiano.

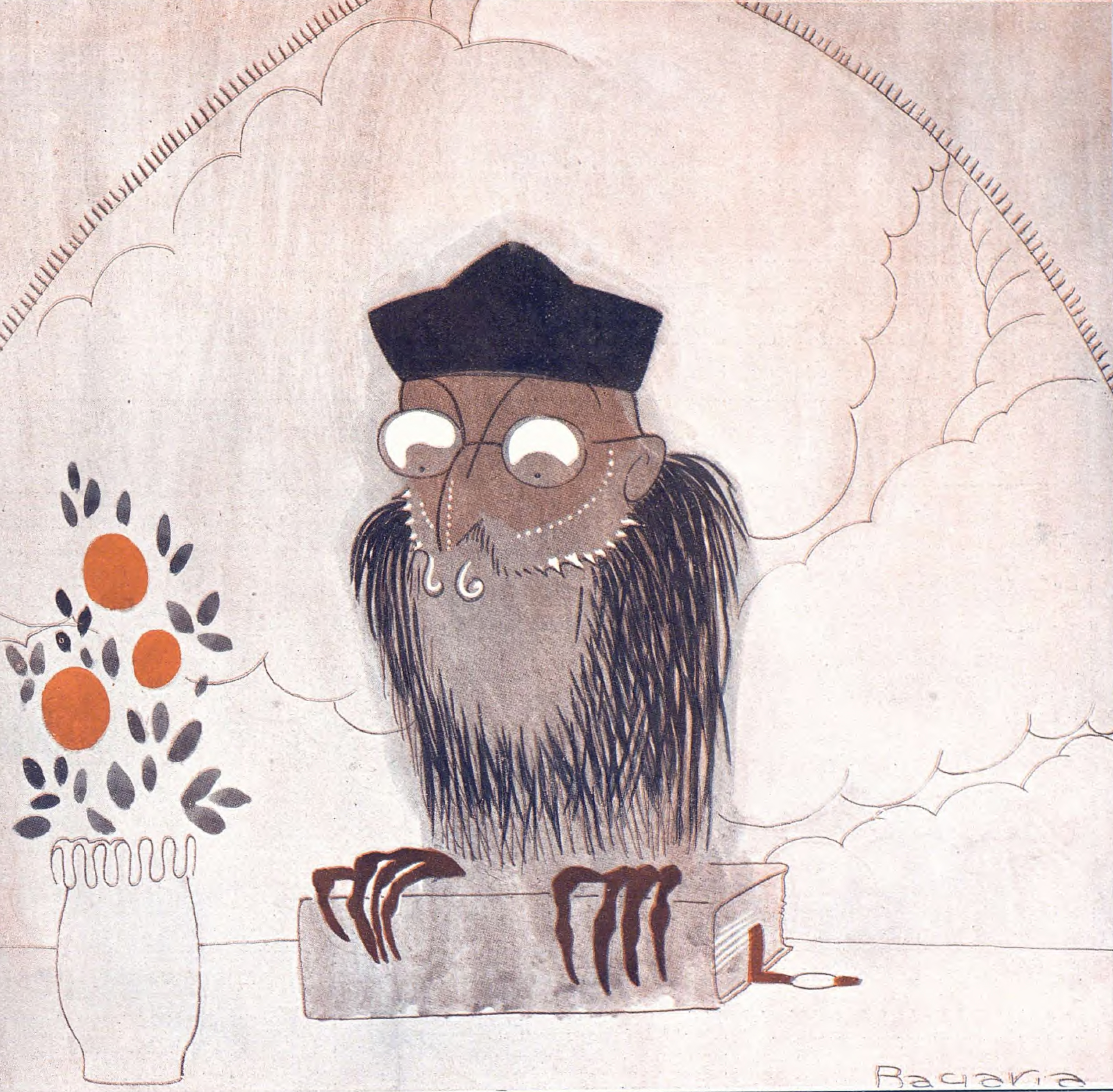
«Don Miguel el agorero». Caricaturizado por Bagaría en La Esfera (1916).

Para él la muerte es algo definitivo, la vida acaba. Sin embargo, pensaba que la creencia de que nuestra identidad sobrevive a la muerte es necesaria para poder vivir. Desde luego, se necesita creer en un Dios, tener fe, lo cual no es racional; así siempre hay conflicto interior entre la necesidad de la fe y la razón que niega tal fe. Del mismo modo, el sentimiento y la razón son como el agua y el aceite: no se pueden mezclar ("piensa el sentimiento y siente el pensamiento"). Es considerado uno de los predecesores de la escuela existencialista que, varias décadas después, encontraría su auge en la filosofía europea como reflejo de las dudas que sobre la condición humana suscitaron las grandes guerras mundiales. Así, llegó a decir que estudió danés para leer directamente a Søren Kierkegaard, a quien en sus obras solía llamar, en su peculiar y cordial estilo, «hermano»; sin embargo, la raíz de su interés por los idiomas nórdicos es muy anterior a su descubrimiento del filósofo, y tiene que ver con su lectura de las obras del filósofo sefardí danés Georges Brandes y el teatro del noruego Henrik Ibsen que incitó en él su amigo nordicófilo Ángel Ganivet, como ha señalado el biógrafo del escritor bilbaíno Emilio Salcedo.
Como cervantista, fue autor de una Vida de Don Quijote y Sancho (1905).

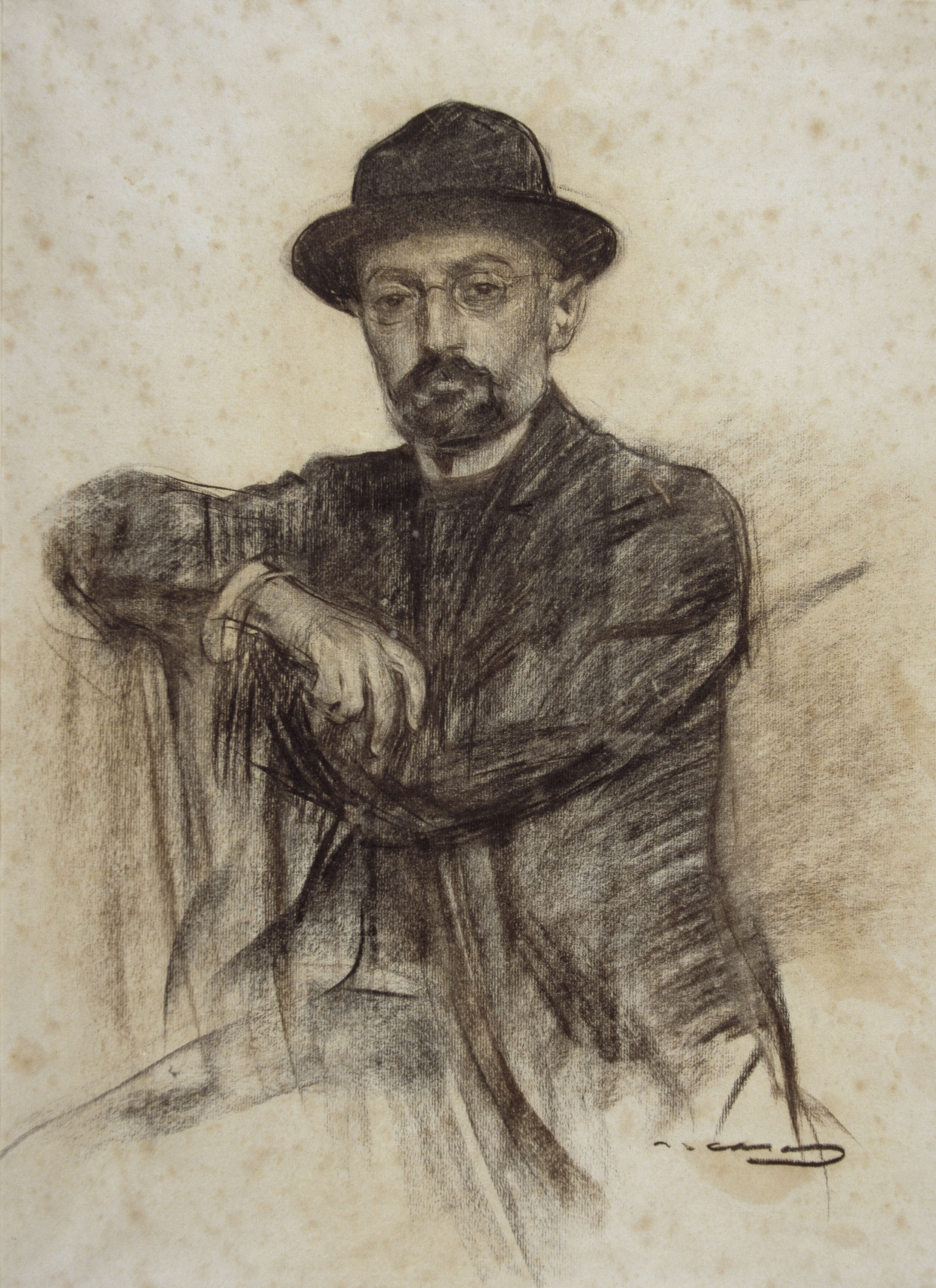
Retratado por Ramón Casas (MNAC).

La preocupación por España se manifestó en los ensayos recogidos en sus obras:
- En torno al casticismo (1895);
- Vida de Don Quijote y Sancho (1905);
- Por tierras de Portugal y España (1911).

Durante la guerra y a partir de agosto de 1936, Unamuno comenzó a tomar apuntes para un libro que no llegaría a escribir y en el que plasma su testamento político: El resentimiento trágico de la vida. Notas sobre la revolución y la guerra civil españolas.
Sus obras más puramente filosóficas son:
- Del sentimiento trágico de la vida (1912) y
- La agonía del cristianismo (1925).

### Obras poéticas
Fue Unamuno fundamentalmente un gran poeta del posromanticismo; las paradojas de esta estética estaban muy asentadas en él. Para Unamuno el arte era un medio de expresar las inquietudes del espíritu. Por ello, en la poesía y en la novela trata los mismos temas que había desarrollado en los ensayos: su angustia espiritual y el dolor que provoca el silencio de Dios, el tiempo y la muerte; la preocupación patriótica, el cainismo, el exilio, la necesidad de pervivencia individual y la imposibilidad de conciliar sentimiento y pensamiento. Le conmovía además el paisaje austero de Castilla, que reflejaba con su casticismo la identidad y el espíritu sacrificado y noble que él pretendía encarnar.
Siempre se sintió atraído por los metros tradicionales y, si bien en sus primeras composiciones procura eliminar la rima, más tarde recurre a ella, sintiendo particular predilección por el romance y el soneto. La crítica ha señalado su escasa atención a la sonoridad del verso en una época en que era lo común exagerarla (modernismo) así como la escasa imaginación de sus metáforas, pero ha apreciado en él el gran dominio del concepto y su gran inspiración posromántica. De hecho, él mismo consideraba que era el género que más le expresaba. Entre sus obras poéticas destacan: Poesías (1907), Rosario de sonetos líricos (1911), El Cristo de Velázquez (1920), Andanzas y visiones españolas (1922), Rimas de dentro (1923), Teresa. Rimas de un poeta desconocido (1924), De Fuerteventura a París (1925), Romancero del destierro (1928) y Cancionero (1953).

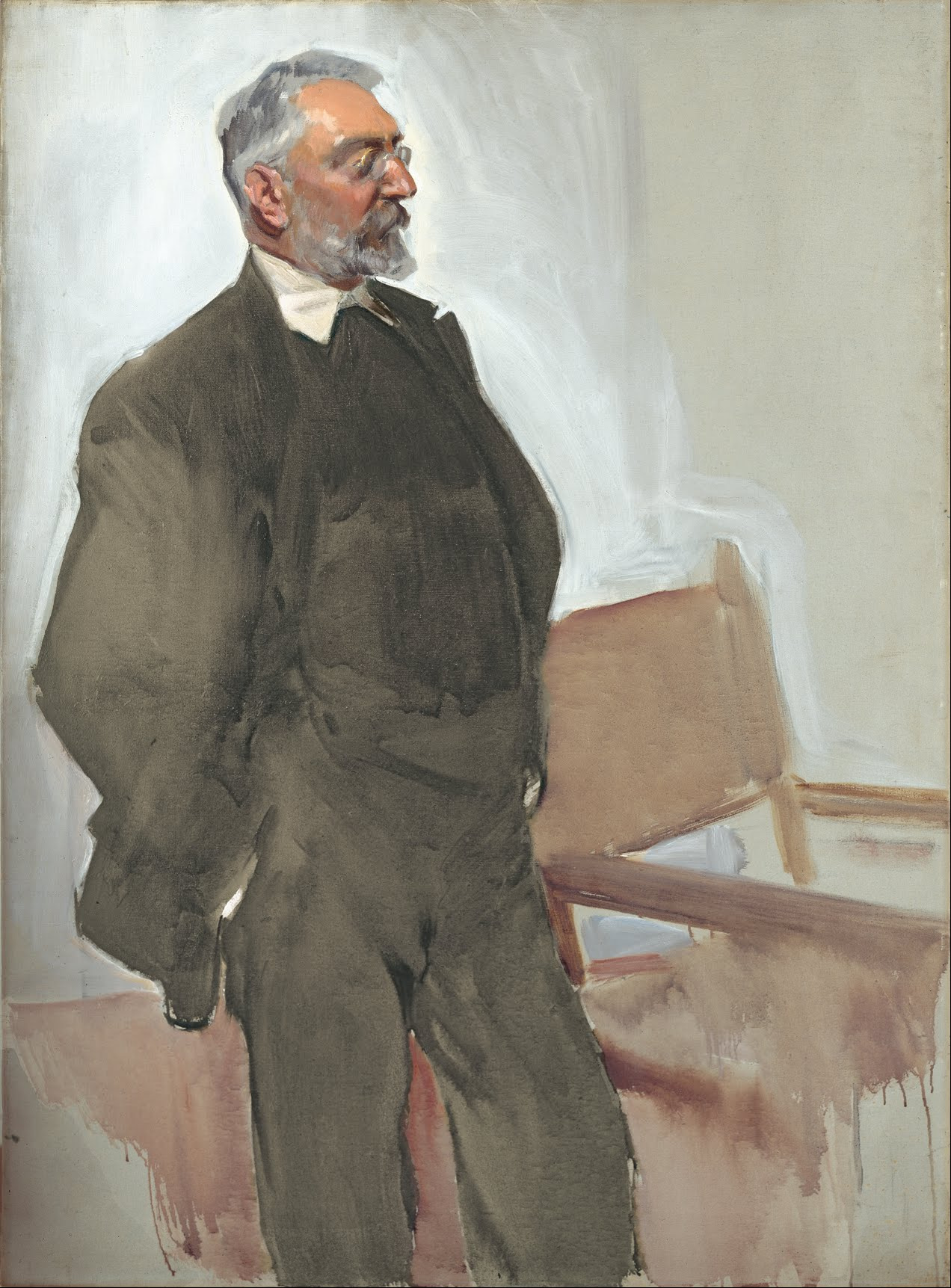
Retratado por Sorolla (c. 1912). Museo de Bellas Artes de Bilbao.

Ya desde su primer libro, Poesías (1907), se perfilan los temas que van a dominar en la poética unamuniana: el conflicto religioso, la patria y la vida doméstica. Dedicó a la ciudad estas bellas palabras: «Salamanca, Salamanca, renaciente maravilla, académica palanca de mi visión de Castilla».
Tosco y prosista, nunca se le ha reconocido por versos armoniosos y trabajados, sino por estrofas breves, castellanas y muy personales: en palabras de Ramón Irigoyen, prologuista de Niebla en la edición de El Mundo, Unamuno siempre fue un «eyaculador precoz del verso», haciendo referencia a su escaso detenimiento en la revisión de sus poemas conclusos, en comparación con otros poetas de la época tales como Machado o Juan Ramón Jiménez.

### Teatro
La obra dramática de Unamuno presenta su línea filosófica habitual; de ahí que obtuviera un éxito más bien escaso. Temas como la indagación de la espiritualidad individual, la fe como «mentira vital» y el problema de la doble personalidad son tratados en La esfinge (1898), La venda (1899) y El otro (1932). Actualiza la tragedia euripidea en Fedra (1918) y traduce la Medea (1933) de Séneca. 
El teatro unamuniano tiene las siguientes características:
1. Es esquemático, está despojado de todo artificio y en él solo tienen cabida los conflictos y pasiones que afectan a los personajes. Esta austeridad es influjo de la tragedia griega clásica.
2. Si los personajes y los conflictos aparecen desnudos, la escenografía también se ve despojada de todo artificio. Es una escenografía simplificada al máximo.
3. Lo que realmente le importa es presentar el drama que transcurre en el interior de los personajes y, sin duda, de su interior.

Con la simbolización de las pasiones y la austeridad tanto de la palabra como escenográfica, el teatro unamuniano entronca con las experiencias dramáticas europeas y abre un camino a la renovación teatral española, que será seguido por Ramón Valle-Inclán, Azorín y, más tarde, Federico García Lorca.

#### Obras teatrales
- La esfinge (1898)
- La venda (1899)
- La princesa doña Lambra (1909)
- La difunta (1909)
- El pasado que vuelve (1910)
- Fedra (1910)
- Soledad (1921)
- Raquel encadenada (1921)
- Sombras de sueño (1926)
- El otro (1926)
- El hermano Juan o el mundo es teatro (1929)

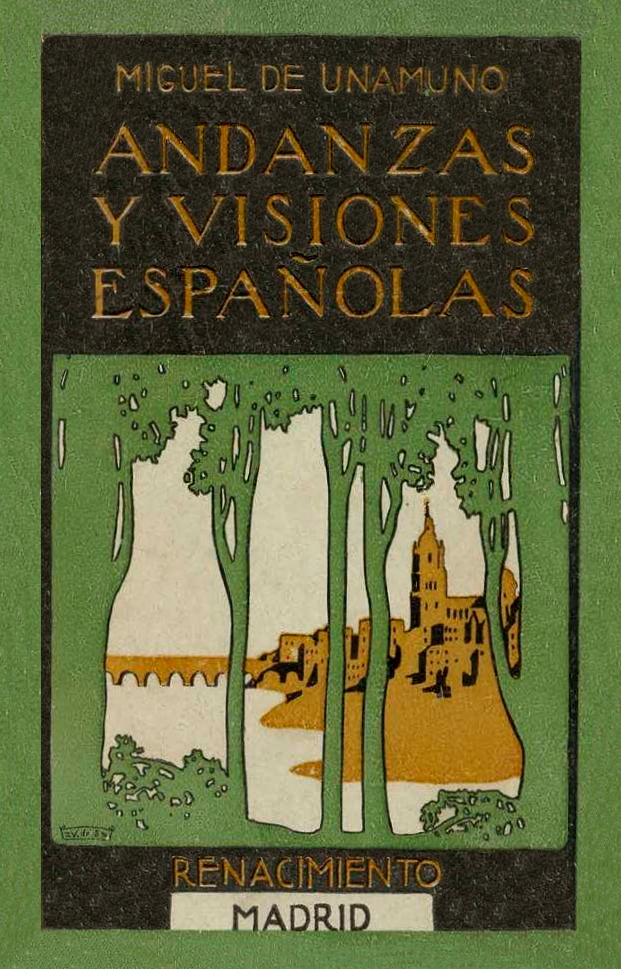
Andanzas y visiones españolas (1922).

- Razón y fe

### Libros de viajes

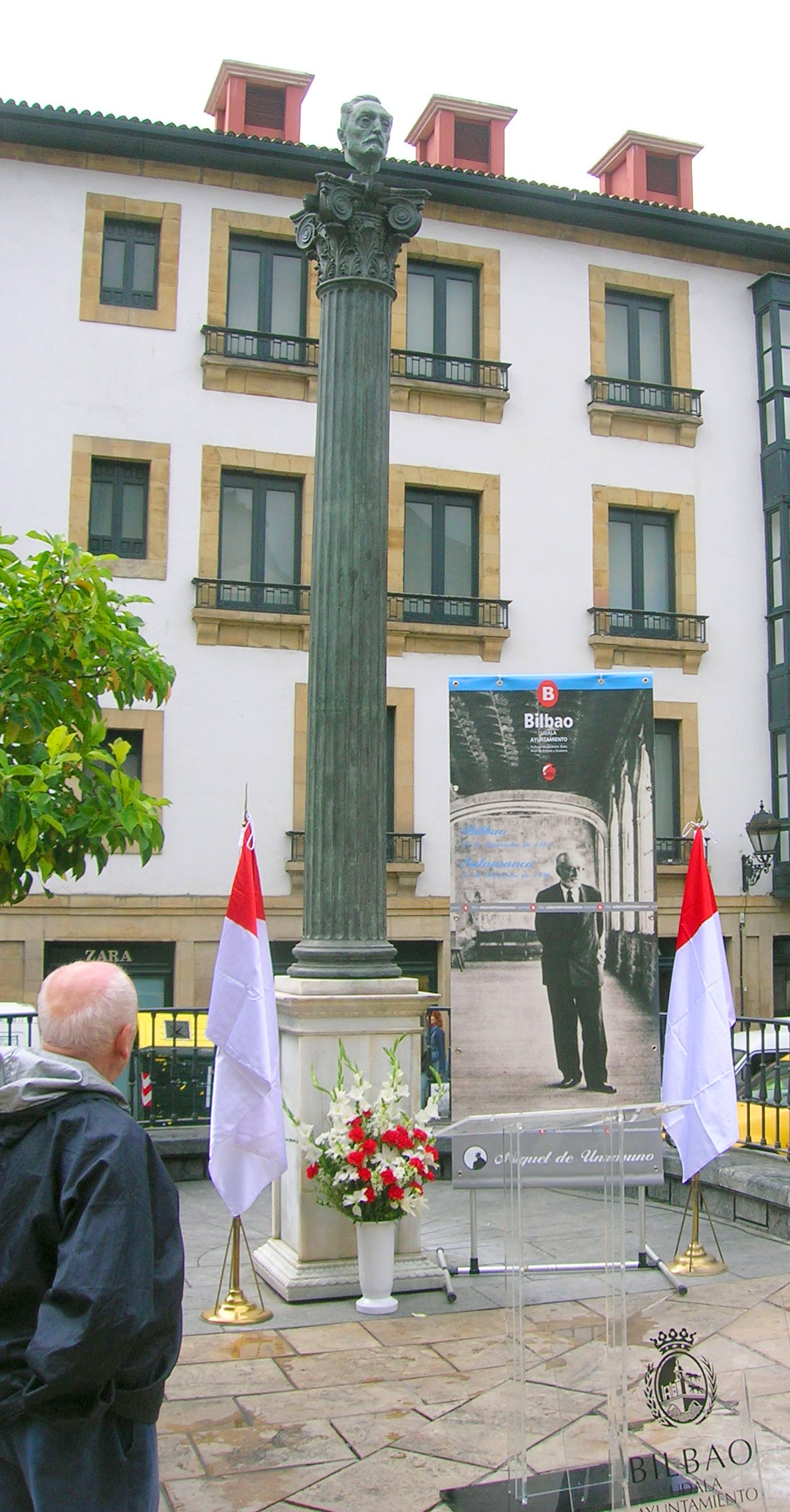
Monumento a Miguel de Unamuno en la plaza bilbaína que lleva su nombre.

- Apuntes de un viaje por Francia, Italia y Suiza (1889, impreso en 2017)
- Paisajes (1902)
- De mi país (1903).
- Por tierras de Portugal y España (1911)
- Andanzas y visiones españolas (1922)
- Paisajes del Alma (1944)
- Madrid, Castilla (2001)

### Epistolario
Unamuno fue un auténtico epistológrafo. "Solía escribir tres o cuatro cartas diarias, se podrían contabilizar unas cincuenta mil misivas. Y solamente en la Casa de Unamuno hay veinte mil recibidas. Pero, durante el franquismo, muchos se deshicieron de las cartas que les enviaba el escritor por miedo…". La edición más reciente y completa de sus cartas (2017), realizada por los hispanistas Colette y Jean-Claude Rabaté, se compone de ocho volúmenes (Epistolario. Salamanca: Ediciones Universidad de Salamanca, 2017-) con 8000 páginas y cerca de 3000 cartas.

## Ediciones

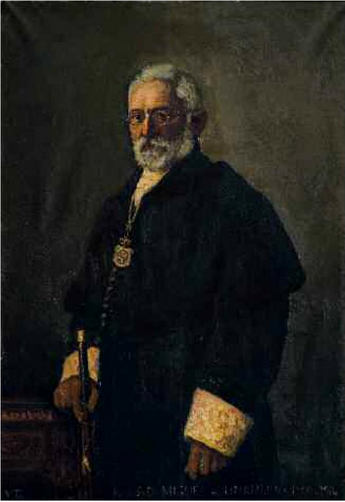
Unamuno con traje académico. Retrato de Vidal González Arenal, Universidad de Salamanca, salón de retratos.

No existe una edición crítica de las obras completas de Unamuno, labor muy compleja, porque, aunque el escritor decía no retocar sus obras, al menos en los primeros años de su vida (y aún después) se contradijo a sí mismo, refundiendo, reescribiendo, corrigiendo y ampliando diversas ediciones, sin tocar su espíritu esencial; además, son más que cuantiosos los artículos de prensa que publicó en Europa y América. Ya en vida del autor, la editorial Renacimiento había osado publicar unas incompletas Obras completas.
Hay una edición de Obras completas (Madrid: Afrodisio Aguado / Editorial Vergara, 1958-1964, 16 vols. de más de mil páginas) llevada a cabo por su discípulo Manuel García Blanco, después reimpresa (edición Las Américas / Escélicer, 1966-1971, en 9 vols.). Ricardo Senabre empezó a publicar unas Obras completas primero en la editorial Turner (2005) y luego a medias con la Fundación José Antonio de Castro para su Biblioteca Castro, de la que en 2020 se habían publicado ya diez volúmenes.
- Miguel de Unamuno, Obras completas. Estudio, edición, bibliografía y notas de Manuel García Blanco. Madrid: Afrodisio Aguado / Editorial Vergara, 1958-1964, XVI tomos.
  - Tomo I: Paisaje.
  - Tomo II: Novela I
  - Tomo III: Ensayo I
  - Tomo IV: Ensayo II
  - Tomo V: De esto y de aquello
  - Tomo VI: La raza y la lengua.
  - Tomo VII: Prólogos, conferencias, discursos.
  - Tomo VIII: Letras de América y otras lecturas
  - Tomo IX: Novela, II y monodiálogos.
  - Tomo X: Autobiografía y recuerdos personales.
  - Tomo XI: Meditaciones y otros escritos.
  - Tomo XII: Teatro.
  - Tomo XIII: Poesía.
  - Tomo XIV: Poesía II.
  - Tomo XV: Poesía III.
  - Tomo XVI: Ensayos espirituales y otros escritos.

## Reconocimientos
Fue nombrado doctor honoris causa por la Universidad de Grenoble el 12 de mayo de 1934, y en 1936 por las universidades de Oxford, Cambridge y King's College (Londres). A título póstumo, la Universidad de Salamanca le concedió en 2024 el doctorado honoris causa.

## Unamuno y el cine

### Adaptaciones cinematográficas
- Todo un hombre (1943), película argentina del director belga Pierre Chenal que adapta la novela Nada menos que todo un hombre.[109]
- Abel Sánchez (1946), adaptación de la novela homónima dirigida por Carlos Serrano de Osma.[109][110]
- La entrega (1954), de Julián Soler. Película mexicana que adapta Nada menos que todo un hombre.[109]
- La tía Tula (1964), película española dirigida por Miguel Picazo adaptando la aclamada novela homónima.[109][110]
- Niebla (1965), miniserie realizada por Televisión Española que adapta la novela homónima de Miguel de Unamuno.[109]
- Nada menos que todo un hombre (1971), de Rafael Gil, que adapta la novela homónima.[109][110]
- Niebla (1976), telefilm de Televisión Española dirigido por Fernando Méndez-Leite que adapta la novela Niebla.[109]
- Las cuatro novias de Augusto Pérez (1976), de José Jara, basada en la novela Niebla.[109][110]
- Acto de posesión (1977), dirigida por Javier Aguirre.[109][110]
- Fedra (1981), de Mercè Vilaret, adaptación de la obra de teatro del mismo nombre.[109]
- Todo un hombre (1982), de Rafael Villaseñor, adaptación de Nada menos que todo un hombre.[110]
- Lluvia de otoño (1988), película española dirigida por José Ángel Rebolledo a partir de la obra de teatro Sombras de sueño.[110]

### Miguel de Unamuno como personaje
Miguel de Unamuno ha aparecido como personaje en al menos tres películas, que han abordado momentos y aspectos diferentes de su vida. 
- En la película de 2015 La isla del viento, de Manuel Menchón, se aborda su destierro en Fuerteventura en 1924 por sus constantes críticas al régimen de Primo de Rivera.[111][112] Fue interpretado por el actor y académico de la RAE José Luis Gómez.
- En la película de 2019 Mientras dure la guerra, de Alejandro Amenábar, se muestra la evolución en el pensamiento del escritor bilbaíno durante los primeros compases de la Guerra civil española, hasta su histórico enfrentamiento con Millán Astray en el Paraninfo de la Universidad.[113] En ella fue interpretado por Karra Elejalde.
- En octubre de 2020 se estrenó en la Seminci el documental Palabras para un fin del mundo, dirigido por Manuel Menchón quien considera que “el relato oficial sobre ese día es falso”, y por tanto el relato conocido de la muerte del escritor. También recoge las últimas averiguaciones sobre el célebre enfrentamiento con Millán Astray el 12 de octubre de 1936 en el paraninfo de la Universidad de Salamanca, el famoso y cuestionado “venceréis pero no convenceréis”. El documental se sustenta en las investigaciones realizadas por Jean-Claude Rabaté y Colette Rabaté, matrimonio francés biógrafo de Unamuno.[112]